# Graz
Graz (phát âm tiếng Đức: [ˈɡʁaːt͡s]; tiếng Slovene: Gradec, tiếng Séc: Štýrský Hradec) là thành phố thủ phủ của bang Steiermark và là thành phố lớn thứ hai tại Áo chỉ sau Viên. Tính đến ngày 1 tháng 1 năm 2019, Graz có dân số là 328.276 người (trong đó có 292.269 người có hộ khẩu). Năm 2015, dân số khu đại đô thị Graz là 633.168 người. Graz có một truyền thống lâu đời như một trung tâm giáo dục đại học. Tại đây có bốn trường cao đẳng và bốn trường đại học với tổng số sinh viên là 60.000 người. Trung tâm lịch sử của nó (Altstadt) là một trong những trung tâm thành phố được bảo tồn tốt nhất ở Trung Âu.
Về chính trị và văn hóa, Graz trong nhiều thế kỷ là một trung tâm quan trọng với người Slovene và Croatia
hơn cả hai thủ đô Ljubljana của Slovenia và Zagreb của Croatia ngày nay. Năm 1999, trung tâm lịch sử của thành phố đã được UNESCO thêm vào danh sách Di sản thế giới, và trong năm 2010 nó đã được mở rộng để bao gồm cả Cung điện Eggenberg nằm ở rìa phía tây thành phố. Thành phố này được trao danh hiệu Thủ đô Văn hóa châu Âu vào năm 2003 và trở thành Thành phố Ẩm thực vào năm 2008.

## Tên nguyên
Tên của thành phố, trước đây được đánh vần là Gratz, rất có thể bắt nguồn từ gradec trong tiếng Slav có nghĩa là "lâu đài nhỏ". Một số cuộc khai quật khảo cổ đã tìm thấy sự hiện diện của một lâu đài nhỏ của người dân Slav, theo thời gian đã trở thành một pháo đài được bảo vệ nghiêm ngặt. Trong tiếng Slovenia và Croatia, gradec có nghĩa là "lâu đài nhỏ" tạo thành một tên gọi trìu mến chuyển hóa của ngôn ngữ Slav Tây-Nam nguyên thủy là gradьcъ hay gardiku ban đầu biểu thị "thị trấn nhỏ, khu định cư". Do đó, cái tên này tuân theo kiểu mẫu Slav Nam chung để đặt tên các khu định cư là grad. Tên tiếng Đức "Graz" xuất hiện đầu tiên trong ghi chép vào năm 1128.

## Địa lý

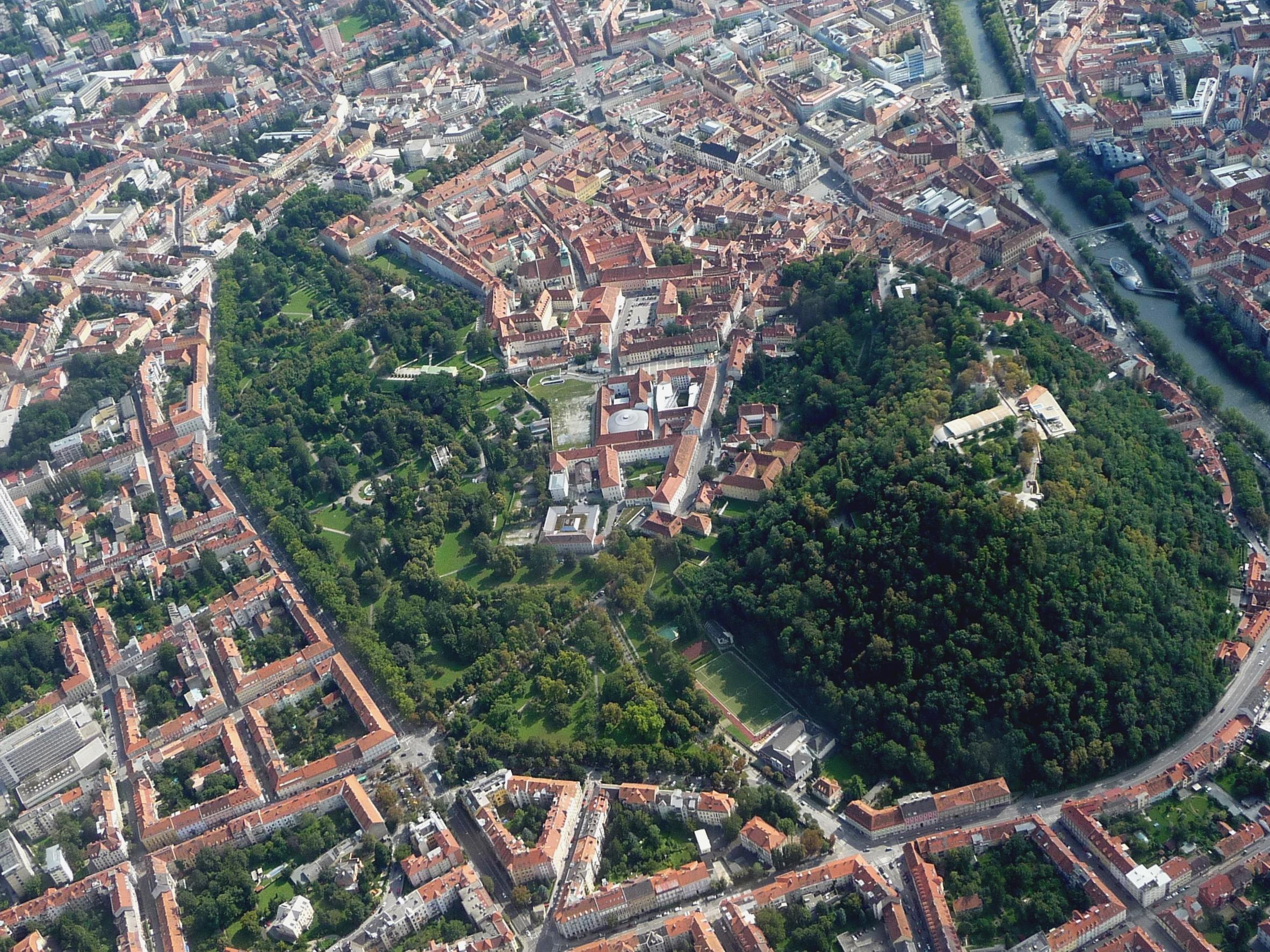
Ảnh chụp từ trên không cho thấy trung tâm lịch sử Graz

Graz nằm ở hai bên sông Mur ở đông nam nước Áo. Nó cách Viên (Wien) khoảng 200 km (120 dặm) về phía tây nam. Vùng đô thị lớn gần nhất là Maribor (Marburg) ở Slovenia, cách đó khoảng 50 km (31 dặm) về phía nam. Graz là thủ phủ của bang và là thành phố lớn nhất ở Steiermark, một khu vực nhiều cây xanh và nhiều rừng rậm ở rìa phía đông của dãy Alps.

### Các thành phố lân cận
Các thị trấn và làng mạc giáp ranh với Graz:
- về phía bắc: Gratkorn, Stattegg, Weinitzen
- về phía đông: Kainbach bei Graz, Hart bei Graz, Raaba
- về phía nam: Gössendorf, Feldkirchen bei Graz, Seiersberg
- về phía tây: Attendorf, Thal, Judendorf-Straßengel

### Quận
Graz được chia thành 17 quận (Stadtbezirke):
| I. Innere Stadt (3.389) II. St. Leonhard (16,122) III. Geidorf (25,168) IV. Lend (31.753) V. Gries (29,308) VI. Jakomini (33,554) VII. Liebenau (14,562) VIII. St. Peter (15,291) IX. Waltendorf (12.066) | X. Ries (5,886) XI. Mariatrost (9,737) XII. Andritz (19,129) XIII. Gösting (11,309) XIV. Eggenberg (20.801) XV. Wetzelsdorf (15,779) XVI. Straßgang (16.341) XVII. Puntigam (8.745) |

## Lịch sử
Khu định cư lâu đời nhất ở thành phố Graz hiện đại có từ thời kỳ đồ đồng. Tuy nhiên, nó không tồn tại liên tục đến trước thời Trung cổ.
Trong suốt thế kỷ 12, các công tước dưới sự cai trị của nhà Babenberg đã biến thị trấn trở thành một trung tâm thương mại quan trọng. Sau đó, Graz nằm dưới sự cai trị của nhà Habsburg và vào năm 1281, được vua Rudolph I trao đặc quyền.
Vào thế kỷ 14, Graz trở thành thành phố cư trú của nhánh Habsburg Nội Áo. Hoàng tộc sống trong lâu đài Schlossberg và từ đó cai trị Steiermark, Carinthia, hầu hết Slovenia ngày nay và một số vùng của Ý (Carniola, Gorizia và Gradisca, Trieste).
Vào thế kỷ 16, thiết kế và quy hoạch của thành phố chủ yếu do các kiến trúc sư và nghệ sĩ thời Phục hưng Ý kiểm soát. Một trong những tòa nhà nổi tiếng nhất đại diện cho phong cách này là Landhaus, được thiết kế bởi Domenico dell'Allio và được các nhà cai trị địa phương sử dụng làm trụ sở chính phủ.
Đại học Graz được thành lập bởi Đại Công tước Karl II vào năm 1585, đây là trường đại học lâu đời nhất của thành phố. Trong phần lớn thời gian tồn tại, nó được kiểm soát bởi Giáo hội Công giáo và bị đóng cửa vào năm 1782 bởi Joseph II trong một nỗ lực nhằm giành quyền kiểm soát của nhà nước đối với các cơ sở giáo dục. Joseph II đã biến nó thành một lyceum nơi các công chức và nhân viên y tế được đào tạo. Năm 1827, nó được Hoàng đế Franz I tái thành lập thành một trường đại học và được đặt tên là Karl-Franzens Universität hoặc Đại học Charles-Francis trong tiếng Anh. Hơn 30.000 sinh viên hiện đang theo học tại trường đại học này.
Nhà thiên văn học Johannes Kepler đã sống ở Graz trong một thời gian ngắn. Ông từng là giáo viên toán và là giáo sư toán tại Đại học Graz nhưng vẫn dành thời gian để nghiên cứu thiên văn. Ông rời Graz đến Praha khi tín đồ Luther bị cấm đến thành phố.
Ludwig Boltzmann là Giáo sư Vật lý Toán từ năm 1869 đến năm 1890. Trong thời gian đó, Nikola Tesla theo học ngành kỹ thuật điện tại Đại học Bách khoa vào năm 1875. Người đoạt giải Nobel Otto Loewi giảng dạy tại Đại học Graz từ năm 1909 đến năm 1938. Ivo Andric, người giải Nobel Văn học năm 1961 lấy bằng tiến sĩ tại Đại học Graz. Erwin Schrödinger là hiệu trưởng của Đại học Graz một thời gian ngắn vào năm 1936.
Graz nằm ở trung tâm của Bundesland (bang) Steiermark ngày nay hay Steiermark trong tiếng Đức. Mark là một từ tiếng Đức cổ để chỉ một vùng đất rộng lớn được sử dụng làm biên giới phòng thủ, trong đó, tầng lớp nông dân được dạy cách tổ chức và chiến đấu trong trường hợp bị xâm lược. Với vị trí chiến lược ở đầu thung lũng Mur rộng mở và màu mỡ, Graz trong lịch sử là mục tiêu của những kẻ xâm lược như người Hungary dưới thời Mátyás Corvin vào năm 1481 và người Ottoman vào năm 1529 và 1532. Ngoài Lâu đài Riegersburg, Schlossberg là pháo đài duy nhất trong khu vực chưa từng rơi vào tay Ottoman. Graz là nơi có kho vũ khí cấp tỉnh của khu vực, đây là bộ sưu tập hiện vật lịch sử lớn nhất thế giới về vũ khí cuối thời Trung cổ và Phục hưng. Nó đã được bảo tồn từ năm 1551 và trưng bày hơn 30.000 hiện vật.
Từ đầu thế kỷ 15, Graz là nơi ở của nhánh nhỏ hơn của nhà Habsburg, người kế vị ngai vàng vào năm 1619 dưới thời Hoàng đế Ferdinand II, người đã dời đô đến Viên. Các công sự mới được xây dựng ở Schlossberg vào cuối thế kỷ 16. Quân đội của Napoléon đã chiếm giữ Graz vào năm 1797. Năm 1809, thành phố này phải chịu một cuộc tấn công khác của quân đội Pháp. Trong cuộc tấn công này, sĩ quan chỉ huy trong pháo đài được lệnh bảo vệ nó với khoảng 900 người chống lại đội quân khoảng 3.000 người của Napoléon. Ông đã bảo vệ thành công Schlossberg trước tám cuộc tấn công nhưng họ buộc phải bỏ cuộc sau khi Grande Armée chiếm đóng Viên và Hoàng đế ra lệnh đầu hàng. Sau khi bị quân Napoléon đánh bại Áo trong trận Wagram vào năm 1809, các công sự bị phá hủy bằng chất nổ theo quy định trong Hòa ước Schönbrunn cùng năm. Tháp chuông (Glockenturm) và tháp đồng hồ (Uhrturm) là điểm thu hút khách du lịch hàng đầu và là biểu tượng của Graz đã được miễn việc phá hủy sau khi người dân Graz trả tiền chuộc để giữ lại.
Đại Công tước Karl II của Nội Áo đã đốt 20.000 cuốn sách Tin lành tại quảng trường mà bây giờ là bệnh viện tâm thần và đã thành công trong việc trả lại Steiermark cho Tòa Thánh. Đại Công tước Franz Ferdinand sinh ra ở Graz, nơi mà ngày nay là Stadtmuseum (bảo tàng thành phố).

## Phát triển dân số
Các số liệu dân số gần đây không đưa ra bức tranh toàn cảnh vì chỉ những người có tình trạng cư trú chính được tính còn những người có tình trạng cư trú thứ cấp thì không. Hầu hết những người có tình trạng cư trú thứ cấp ở Graz là sinh viên. Vào cuối năm 2016, có 33.473 người có tình trạng cư trú thứ cấp ở Graz.
| Quốc tịch            | Dân số (2019) |
| -------------------- | ------------- |
| Romania              | 9,571         |
| Đức                  | 8,384         |
| Croatia              | 8,173         |
| Bosna và Hercegovina | 7,167         |
| Thổ Nhĩ Kỳ           | 5,502         |
| Hungary              | 4,468         |
| Slovenia             | 3,142         |
| Afghanistan          | 2,698         |
| Syria                | 2,409         |

| Quốc tịch | Dân số (2019) |
| --------- | ------------- |
| Ý         | 2,395         |
| Nga       | 2,146         |
| Slovakia  | 1,913         |
| Kosovo    | 1,834         |
| Serbia    | 1,736         |
| Bulgaria  | 1,080         |
| Ba Lan    | 1,061         |
| Nigeria   | 1,003         |

## Khí hậu
Khí hậu đại dương là kiểu khí hậu trong thành phố [16] nhưng do đẳng nhiệt 0 °C, điều này cũng xảy ra ở khí hậu lục địa ẩm có trụ sở trong hệ thống Köppen (đường biên giới Cfb / Dfb). Bản thân Wladimir Köppen đã có mặt tại thị trấn và thực hiện các nghiên cứu để xem khí hậu trong quá khứ ảnh hưởng như thế nào đến lý thuyết Trôi dạt lục địa. [17] Do vị trí của nó ở phía đông nam của dãy Alps, Graz được che chắn khỏi những cơn gió tây mang các khối khí từ Bắc Đại Tây Dương đến tây bắc và trung Âu. Do đó, thời tiết ở Graz chịu ảnh hưởng của Địa Trung Hải và nó có nhiều giờ nắng mỗi năm hơn Viên hoặc Salzburg và cũng ít gió hoặc mưa hơn. Graz nằm trong một lưu vực chỉ mở về phía nam, khiến khí hậu ấm hơn so với dự kiến ở vĩ độ đó. [18] Cây cối ở Graz thường mọc hướng về phía nam.
- nhiệt độ trung bình: Sân bay Graz 8,7 °C (48 °F) / Đại học Karl-Franz 9,4 °C (49 °F)
- lượng mưa trung bình: 818 mm (32 in) với số ngày mưa trung bình 92 ngày (Đại học Karl-Franz)
- số giờ nắng trung bình: 1.989 giờ (Đại học Karl-Franz)

| Dữ liệu khí hậu của Graz (1971–2000)             | Dữ liệu khí hậu của Graz (1971–2000) | Dữ liệu khí hậu của Graz (1971–2000) | Dữ liệu khí hậu của Graz (1971–2000) | Dữ liệu khí hậu của Graz (1971–2000) | Dữ liệu khí hậu của Graz (1971–2000) | Dữ liệu khí hậu của Graz (1971–2000) | Dữ liệu khí hậu của Graz (1971–2000) | Dữ liệu khí hậu của Graz (1971–2000) | Dữ liệu khí hậu của Graz (1971–2000) | Dữ liệu khí hậu của Graz (1971–2000) | Dữ liệu khí hậu của Graz (1971–2000) | Dữ liệu khí hậu của Graz (1971–2000) | Dữ liệu khí hậu của Graz (1971–2000) |
| Tháng                                            | 1                                    | 2                                    | 3                                    | 4                                    | 5                                    | 6                                    | 7                                    | 8                                    | 9                                    | 10                                   | 11                                   | 12                                   | Năm                                  |
| ------------------------------------------------ | ------------------------------------ | ------------------------------------ | ------------------------------------ | ------------------------------------ | ------------------------------------ | ------------------------------------ | ------------------------------------ | ------------------------------------ | ------------------------------------ | ------------------------------------ | ------------------------------------ | ------------------------------------ | ------------------------------------ |
| Cao kỉ lục °C (°F)                               | 21.0 (69.8)                          | 20.5 (68.9)                          | 25.1 (77.2)                          | 28.8 (83.8)                          | 34.1 (93.4)                          | 34.3 (93.7)                          | 38.1 (100.6)                         | 38.1 (100.6)                         | 32.0 (89.6)                          | 26.4 (79.5)                          | 23.0 (73.4)                          | 19.2 (66.6)                          | 35.5 (95.9)                          |
| Trung bình ngày tối đa °C (°F)                   | 2.8 (37.0)                           | 5.8 (42.4)                           | 10.7 (51.3)                          | 15.3 (59.5)                          | 20.5 (68.9)                          | 23.4 (74.1)                          | 25.3 (77.5)                          | 24.7 (76.5)                          | 20.4 (68.7)                          | 14.6 (58.3)                          | 7.7 (45.9)                           | 3.6 (38.5)                           | 14.6 (58.3)                          |
| Trung bình ngày °C (°F)                          | −1.0 (30.2)                          | 1.0 (33.8)                           | 5.1 (41.2)                           | 9.6 (49.3)                           | 14.6 (58.3)                          | 17.7 (63.9)                          | 19.5 (67.1)                          | 18.9 (66.0)                          | 14.7 (58.5)                          | 9.4 (48.9)                           | 3.7 (38.7)                           | 0.1 (32.2)                           | 9.4 (48.9)                           |
| Tối thiểu trung bình ngày °C (°F)                | −3.8 (25.2)                          | −2.9 (26.8)                          | 1.0 (33.8)                           | 4.9 (40.8)                           | 9.5 (49.1)                           | 12.7 (54.9)                          | 14.7 (58.5)                          | 14.3 (57.7)                          | 10.6 (51.1)                          | 5.9 (42.6)                           | 0.9 (33.6)                           | −2.3 (27.9)                          | 5.5 (41.9)                           |
| Thấp kỉ lục °C (°F)                              | −20.2 (−4.4)                         | −19.3 (−2.7)                         | −17.2 (1.0)                          | −5.5 (22.1)                          | −1.3 (29.7)                          | 3.6 (38.5)                           | 6.3 (43.3)                           | 4.9 (40.8)                           | 0.8 (33.4)                           | −6.4 (20.5)                          | −12.7 (9.1)                          | −17.5 (0.5)                          | −20.2 (−4.4)                         |
| Lượng Giáng thủy trung bình mm (inches)          | 23.9 (0.94)                          | 30.4 (1.20)                          | 44.1 (1.74)                          | 49.0 (1.93)                          | 86.0 (3.39)                          | 117.8 (4.64)                         | 125.1 (4.93)                         | 113.0 (4.45)                         | 81.1 (3.19)                          | 61.7 (2.43)                          | 51.9 (2.04)                          | 34.9 (1.37)                          | 818.9 (32.25)                        |
| Lượng tuyết rơi trung bình cm (inches)           | 12.8 (5.0)                           | 15.6 (6.1)                           | 6.5 (2.6)                            | 2.3 (0.9)                            | 0.1 (0.0)                            | 0.0 (0.0)                            | 0.0 (0.0)                            | 0.0 (0.0)                            | 0.0 (0.0)                            | 0.2 (0.1)                            | 9.1 (3.6)                            | 15.5 (6.1)                           | 62.1 (24.4)                          |
| Số ngày giáng thủy trung bình (≥ 1.0 mm)         | 4.8                                  | 4.8                                  | 6.6                                  | 7.9                                  | 10.6                                 | 11.5                                 | 10.7                                 | 9.7                                  | 7.5                                  | 6.3                                  | 6.5                                  | 5.2                                  | 92.1                                 |
| Số ngày tuyết rơi trung bình (≥ 1.0 cm)          | 15.6                                 | 10.0                                 | 4.1                                  | 0.5                                  | 0.0                                  | 0.0                                  | 0.0                                  | 0.0                                  | 0.0                                  | 0.0                                  | 2.8                                  | 9.1                                  | 42.1                                 |
| Số giờ nắng trung bình tháng                     | 90.4                                 | 117.8                                | 145.7                                | 166.4                                | 210.0                                | 213.0                                | 234.4                                | 226.9                                | 174.0                                | 139.6                                | 93.0                                 | 78.8                                 | 1.890                                |
| Nguồn: Viện Khí tượng và Địa động lực Trung ương |                                      |                                      |                                      |                                      |                                      |                                      |                                      |                                      |                                      |                                      |                                      |                                      |                                      |

## Người Slovene và Graz
Về mặt chính trị, văn hóa, khoa học và tôn giáo, Graz là một trung tâm quan trọng đối của người Slovene, đặc biệt là từ khi thành lập Đại học Graz năm 1586 cho đến khi thành lập Đại học Ljubljana năm 1919. Năm 1574, cuốn sách Công giáo tiếng Slovene đầu tiên [sl] xuất bản tại Graz, và năm 1592, Hieronymus Megiser xuất bản tại Graz cuốn sách Dictionarium quatuor linguarum, cuốn từ điển đa ngôn ngữ đầu tiên bằng tiếng Slovene.
Người Slovene ở Steiermark không coi Graz là một thành phố của người Đức mà là của họ, là nơi để học tập khi sống tại nhà người thân và để thực hiện tham vọng nghề nghiệp của mình. Các hiệp hội sinh viên ở Graz là một phần của người Slovene và các sinh viên Slovene ở Graz có ý thức về quốc gia hơn các nhóm sinh viên từ các dân tộc khác. Điều này dẫn đến những nỗ lực chống người Slovene quyết liệt của những người theo chủ nghĩa dân tộc Đức ở Graz trước và trong Thế chiến thứ hai.
Nhiều người Slovene Steiermark học ở đó. Người Slovene là một trong số các giáo sư tại nhạc viện Jazz ở Graz. Nhiều người Slovene đã tìm được việc làm ở đó trong khi trước đây họ thất nghiệp ở Slovenia. Đối với văn hóa Slovene, Graz vẫn vĩnh viễn chiếm một phần quan trọng do trường đại học ở đây và kho lưu trữ Universalmuseum Joanneum chứa nhiều tài liệu về người Slovene Steiermark.
Một hội nghị chuyên đề về mối quan hệ của Graz và người Slovene đã được tổ chức tại Graz vào năm 2010 nhân dịp kỷ niệm 200 năm thành lập chủ tịch đầu tiên và lâu đời nhất của người Slovene. Nó được thành lập tại Lyzeum của Graz vào tháng 7 năm 1811 theo sáng kiến của Janez Nepomuk Primic [sl]. Một bộ sưu tập các bài giảng về chủ đề đã được xuất bản. Bưu chính Slovenia đã kỷ niệm ngày kỷ niệm bằng một con tem.

## Điểm tham quan chính
Trong năm Graz là Thủ đô Văn hóa Châu Âu, các công trình kiến trúc mới đã được dựng lên. Bảo tàng Nghệ thuật Đương đại Graz (tiếng Đức: Kunsthaus) được thiết kế bởi Peter Cook và Colin Fournier nằm bên bờ sông Mur. Cù lao trên sông Mur là một bệ nổi làm bằng thép. Nó được thiết kế bởi kiến trúc sư người Mỹ Vito Acconci và có một quán cà phê, một nhà hát ngoài trời và một sân chơi.

### Trung tâm thành phố cổ

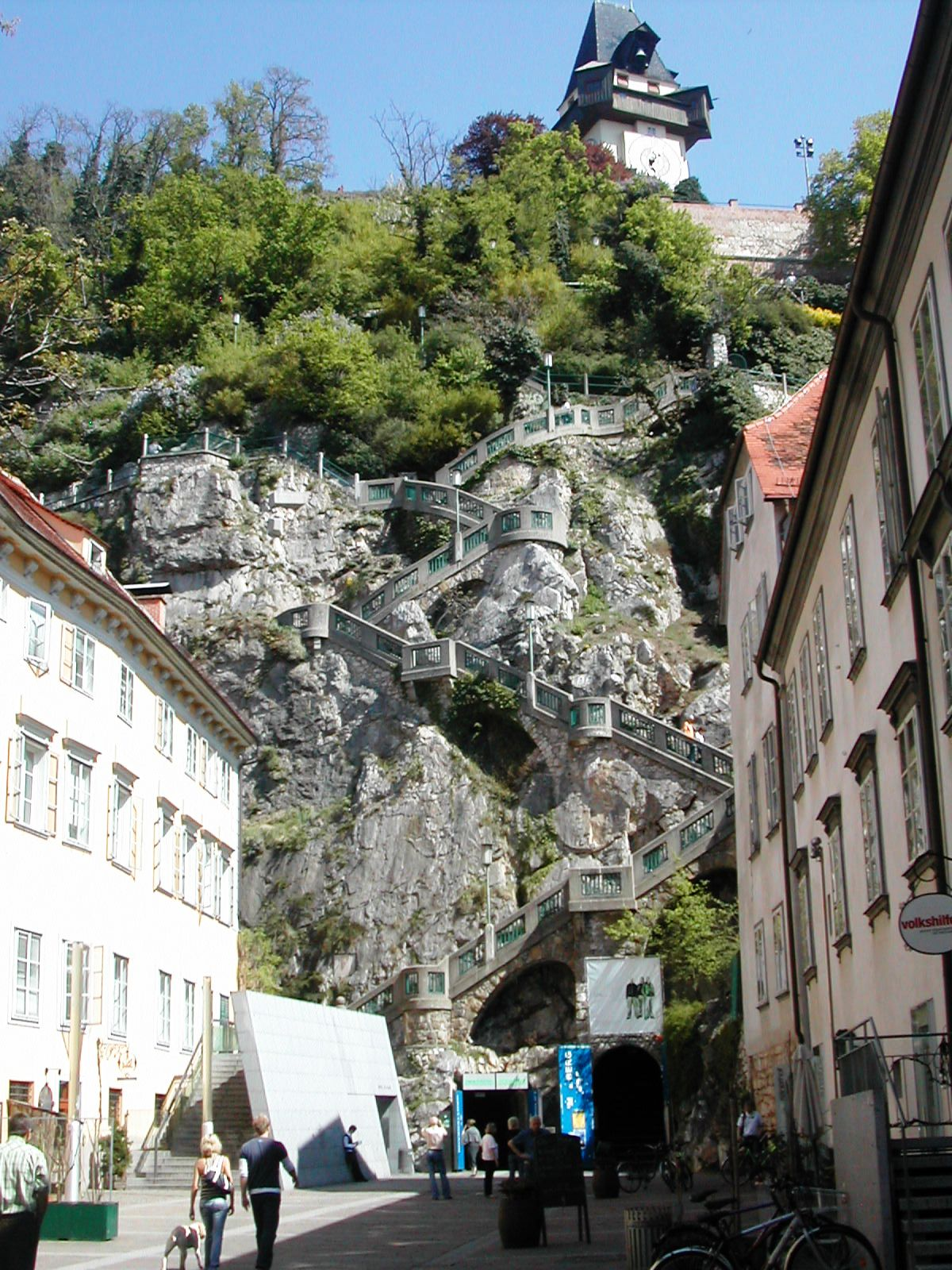
Đồi Schlossberg với tháp đồng hồ

Trung tâm lịch sử đã được thêm vào Danh sách Di sản Thế giới của UNESCO vào năm 1999 do sự kết hợp hài hòa của các tòa nhà tiêu biểu từ các thời đại khác nhau và theo các phong cách kiến trúc khác nhau. Nằm ở vùng biên giới văn hóa giữa Trung Âu, Ý và các nước Balkan, Graz hấp thụ nhiều ảnh hưởng khác nhau từ các khu vực lân cận và do đó tạo nên cảnh quan đặc biệt của thị trấn. Ngày nay, trung tâm lịch sử này bao gồm hơn 1.000 tòa nhà có niên đại từ thời Gothic đến nay.
Các điểm tham quan quan trọng nhất ở trung tâm lịch sử là:
- Tòa thị chính (Rathaus).
- Đồi Pháo đài (tiếng Đức: Schlossberg), một ngọn đồi thống trị trung tâm lịch sử (cao 475 m (1.558,40 ft)), địa điểm của một pháo đài đã bị phá hủy với tầm nhìn bao quát Graz.
- Tháp Đồng hồ (Uhrturm) là một biểu tượng của Graz, nằm trên đỉnh đồi Pháo đài.
- Phòng trưng bày Mới (Neue Galerie), một bảo tàng nghệ thuật.
- Đường sắt lên Đồi Pháo đài (Schlossbergbahn), một tuyến đường sắt lên cao trên sườn đồi Pháo đài.
- Là trụ sở của nghị viện tỉnh Steiermark (Landhaus), một cung điện theo phong cách Lombard. Đây là một trong những ví dụ quan trọng nhất của kiến trúc thời Phục hưng ở Áo và được xây dựng bởi kiến trúc sư người Ý Domenico dell'Allio từ năm 1557 đến năm 1565.
- Kho vũ khí (Landeszeughaus) là kho vũ khí lớn nhất trên thế giới.
- Nhà hát Opera Graz (Opernhaus), địa điểm chính cho các buổi biểu diễn opera, ballet và operetta. Đây là nhà hát opera lớn thứ 2 ở Áo.
- Nhà hát Graz (Schauspielhaus), nhà hát chính của Graz để sản xuất các vở kịch.
- Nhà thờ lớn Graz (Dom), một di tích hiếm hoi của kiến trúc Gothic. Đã từng, có rất nhiều bức bích họa trên các bức tường bên ngoài; ngày nay, chỉ còn lại một số ít như bức Landplagenbild ("bức tranh về bệnh dịch") được vẽ vào năm 1485, có lẽ là của Thomas von Villach. Ba bệnh dịch mà nó miêu tả là cào cào, dịch bệnh và cuộc xâm lược của người Thổ Nhĩ Kỳ, tất cả đều tấn công thị trấn vào năm 1480. Nó có khung cảnh được sơn màu lâu đời nhất của Graz.
- Lăng mộ của Hoàng đế Ferdinand II bên cạnh nhà thờ, tòa nhà quan trọng nhất thuộc trường phái kiểu cách ở Graz. Nó bao gồm cả ngôi mộ nơi Ferdinand II và vợ của ông được chôn cất và một nhà thờ dành riêng cho Thánh Catherine của Alexandria.
- Lâu đài (Burg) với cầu thang đôi kiểu Gothic, được xây dựng từ năm 1438 đến năm 1453 bởi Hoàng đế Friedrich III vì lâu đài cổ trên đồi Schlossberg quá nhỏ và không thoải mái. Lâu đài vẫn là trụ sở của Tòa án Nội Áo cho đến năm 1619. Ngày nay, nó là trụ sở của chính quyền bang Steiermark.
- Ngôi nhà tranh (Gemaltes Haus) ở Herrengasse 3. Nó được bao phủ hoàn toàn bằng các bức bích họa (được vẽ năm 1742 bởi Johann Mayer).
- Bảo tàng nghệ thuật đương đại Graz (Kunsthaus)
- Cù lao trên sông Mur (Murinsel), một cù lao nhân tạo trên sông Mur.
- Các tòa nhà, sân trong (ví dụ: sân trong thời kỳ đầu Phục hưng của Nhà cổ của dòng Hiệp sĩ Teuton ở Sporgasse 22) và cảnh quan trên mái của khu phố cổ.

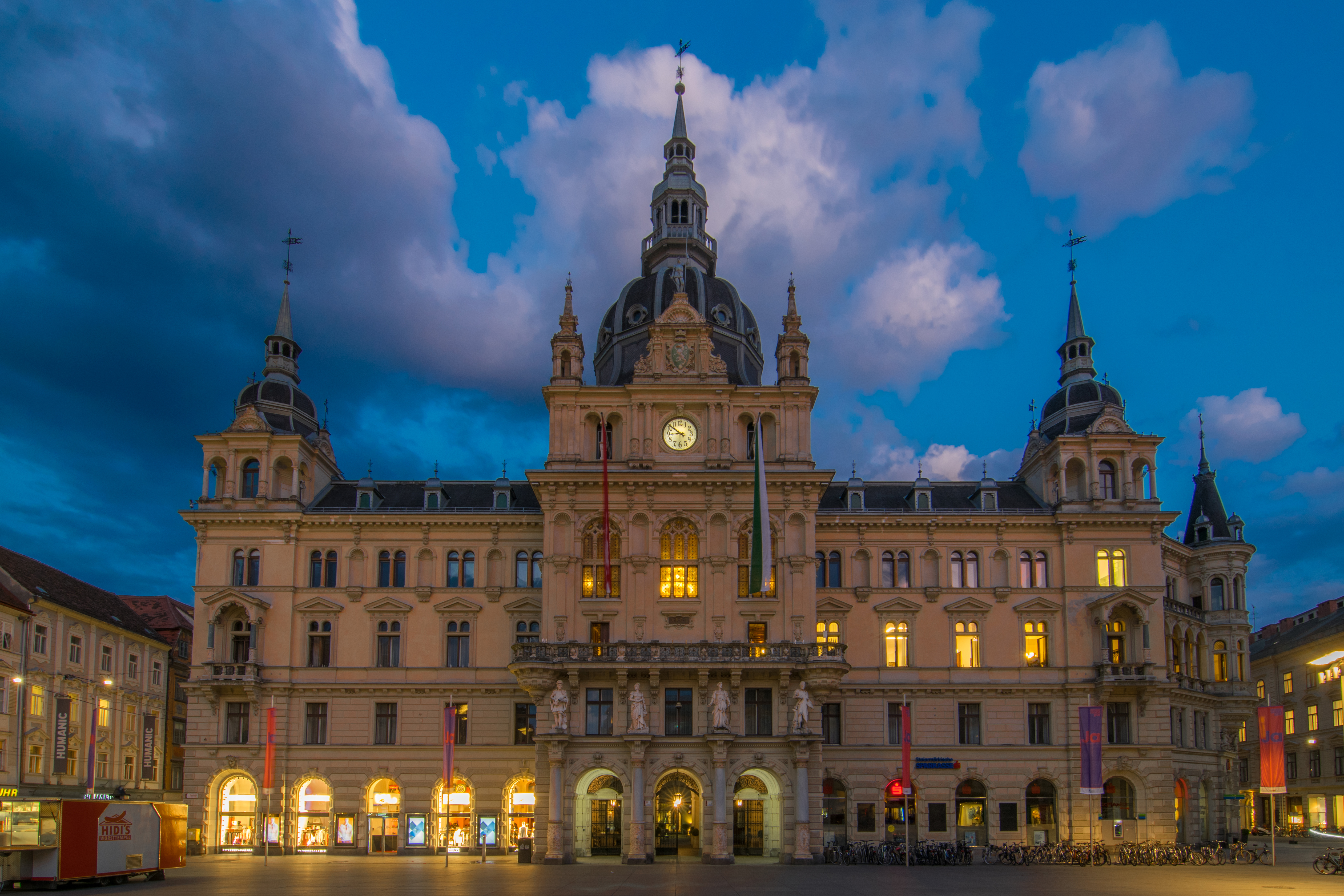
Tòa thị chính Graz lúc hoàng hôn
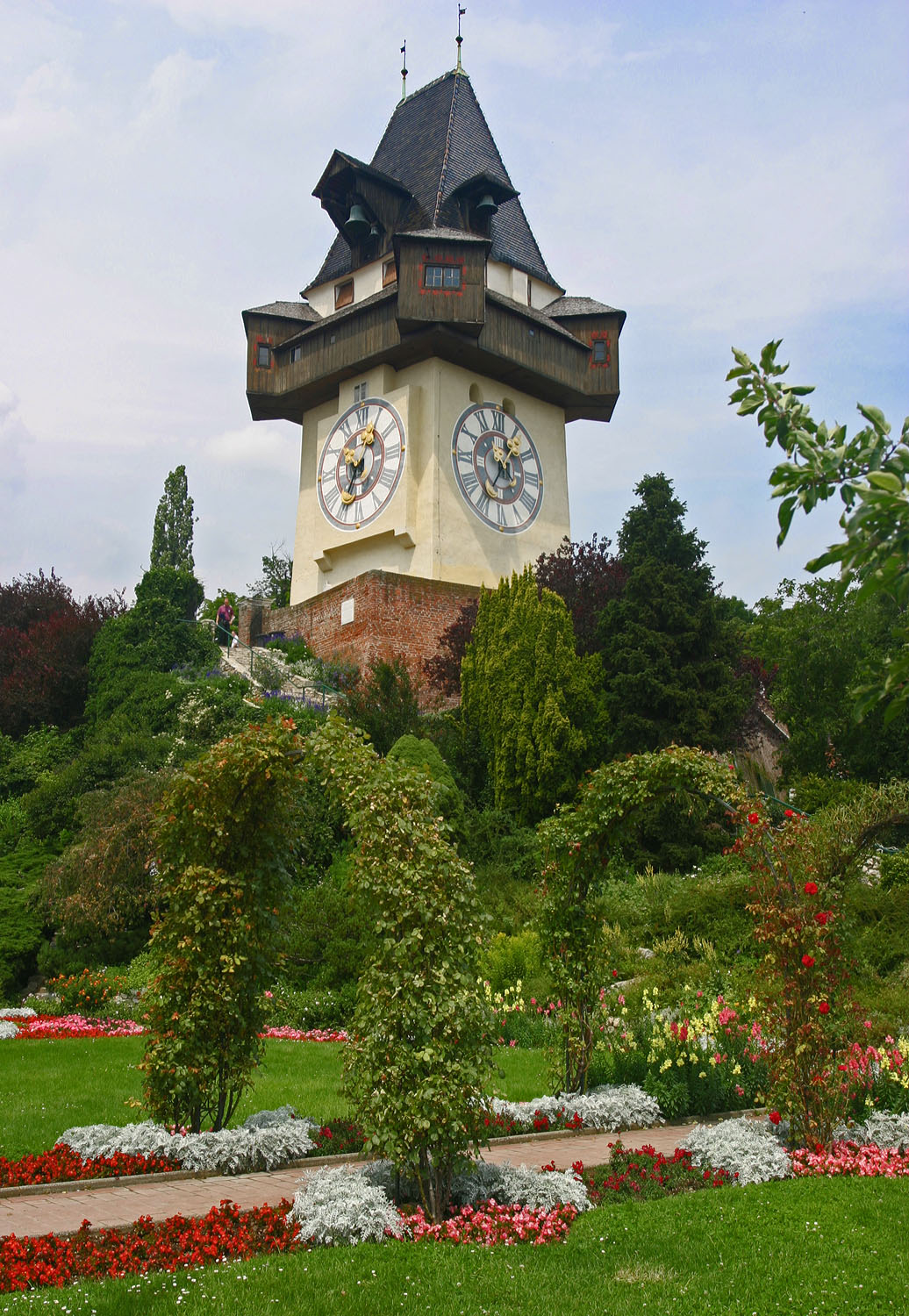
Uhrturm
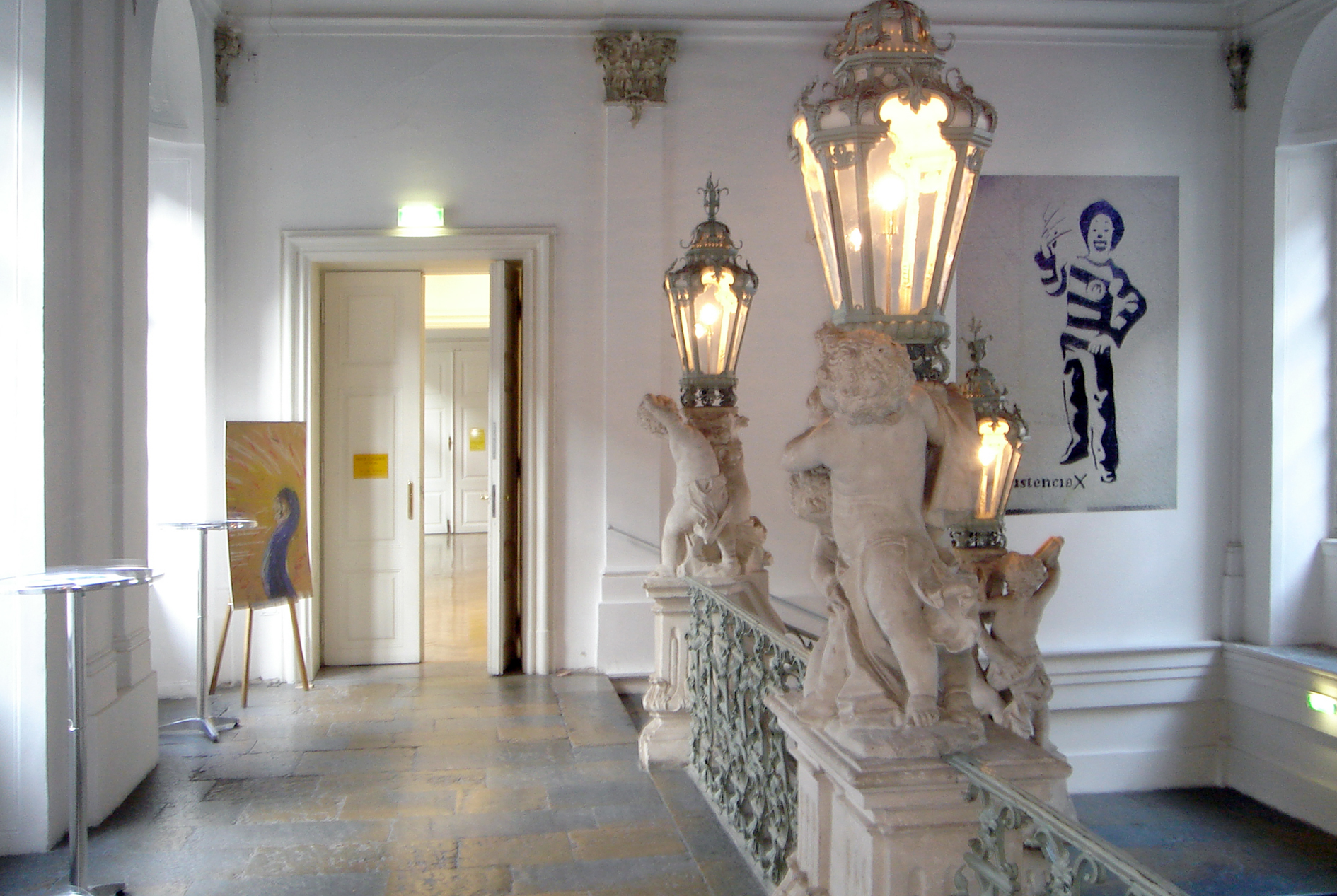
Neue Galerie, Sackstraße 16, bục chính, tầng 2, nhìn về phía Schloßbergtrakt (tháng 10 năm 2007)
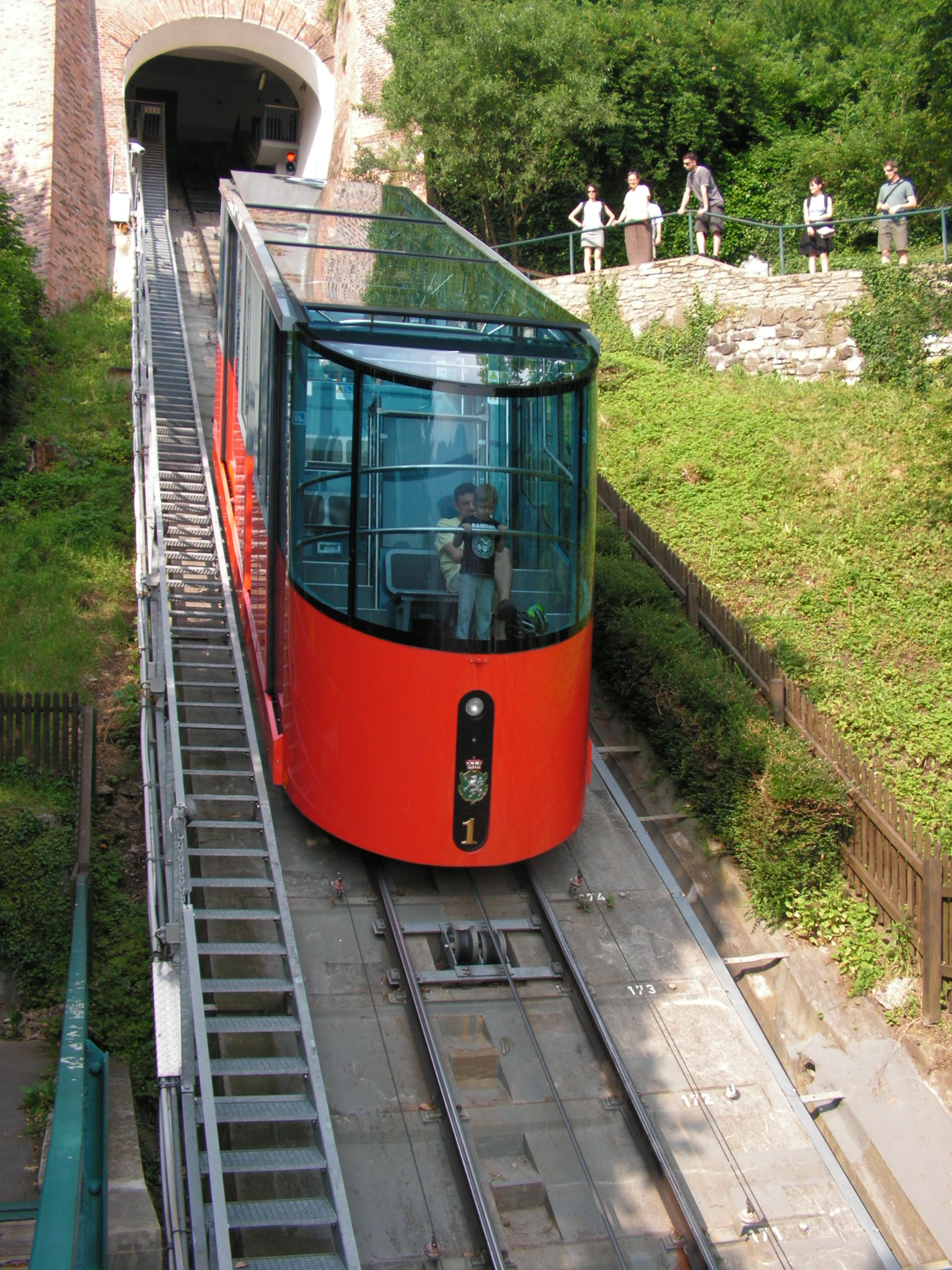
Schlossbergbahn
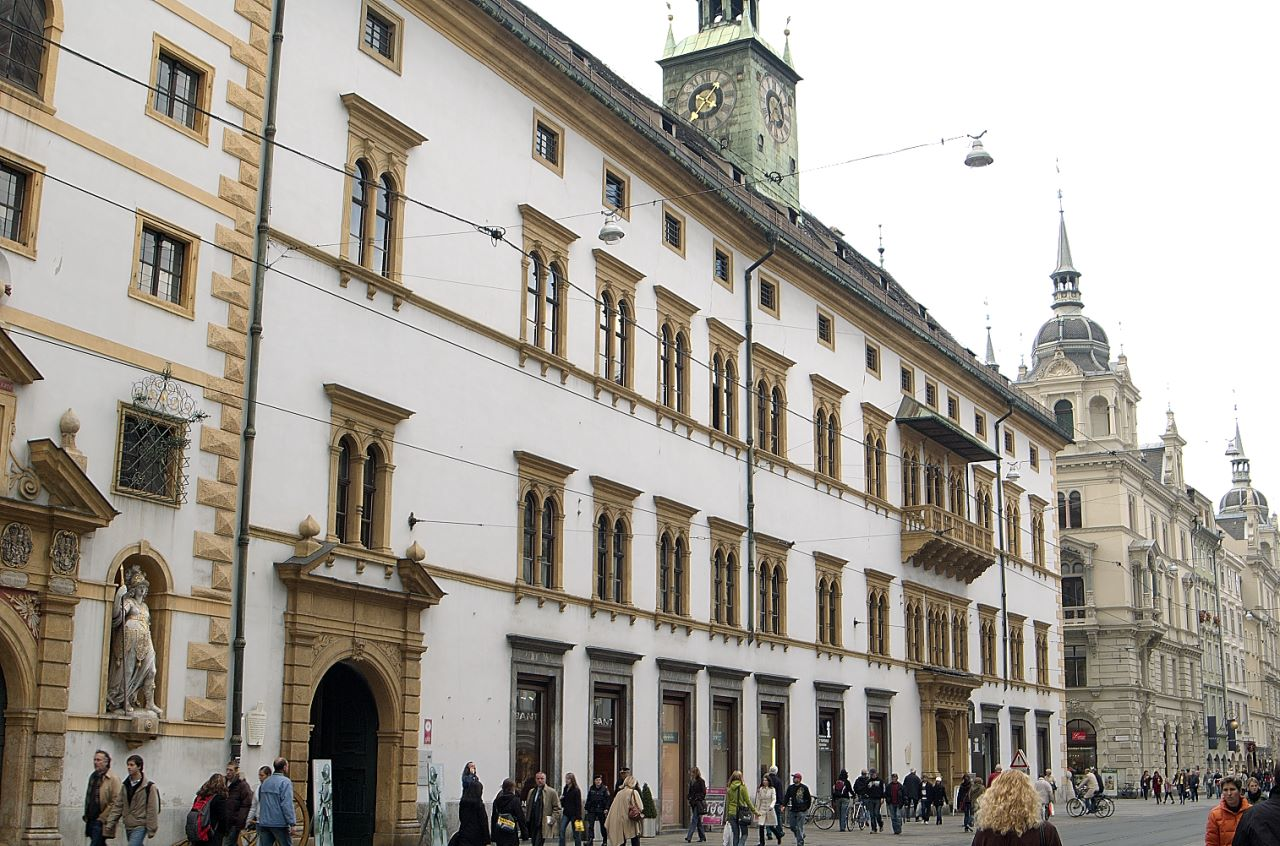
Mặt tiền của Landhaus Graz
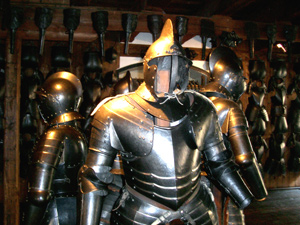
Áo giáp trong kho vũ khí
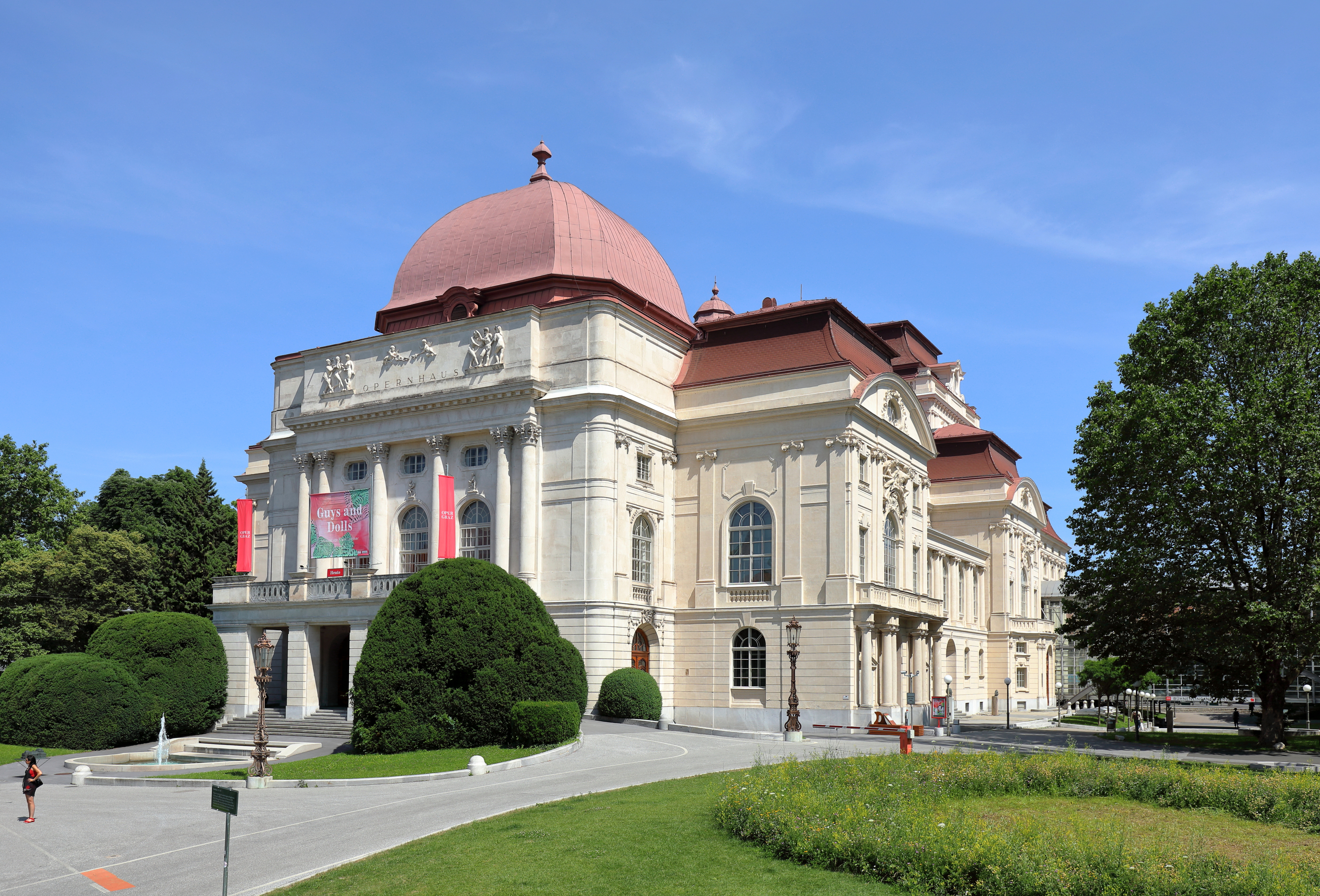
Mặt tiền Nhà hát Opera Graz
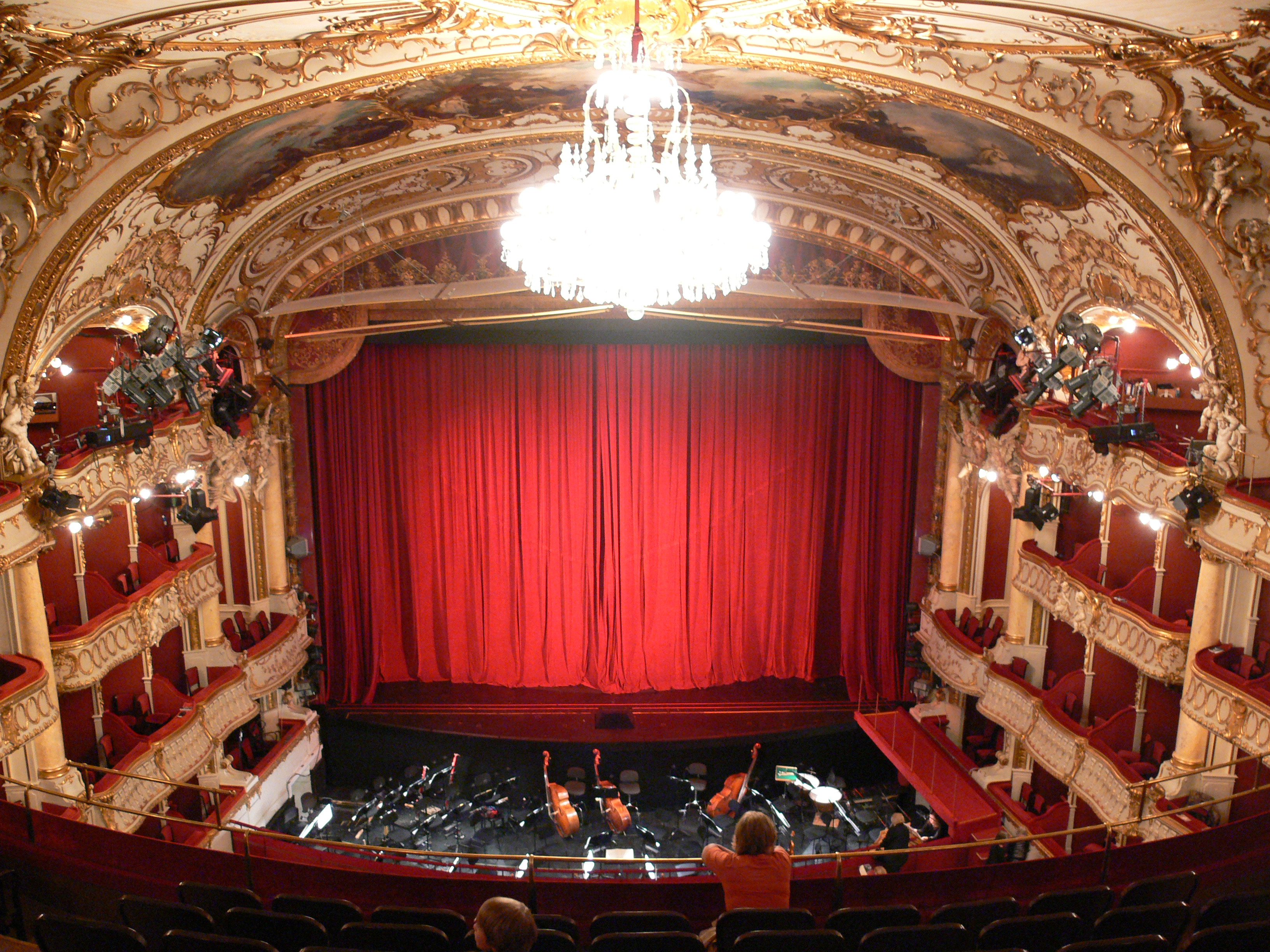
Thính phòng Nhà hát Opera Graz
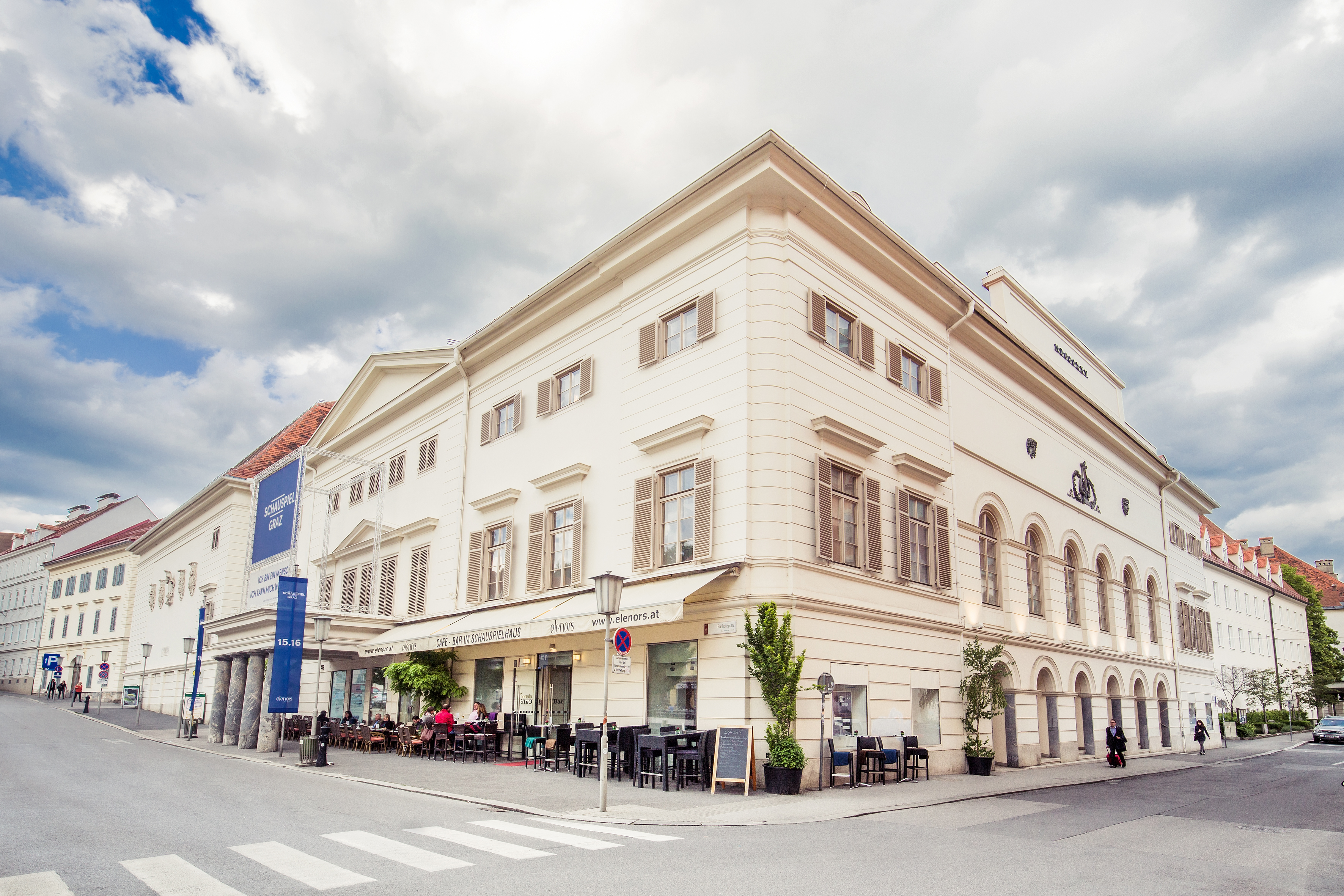
Nhà hát Graz
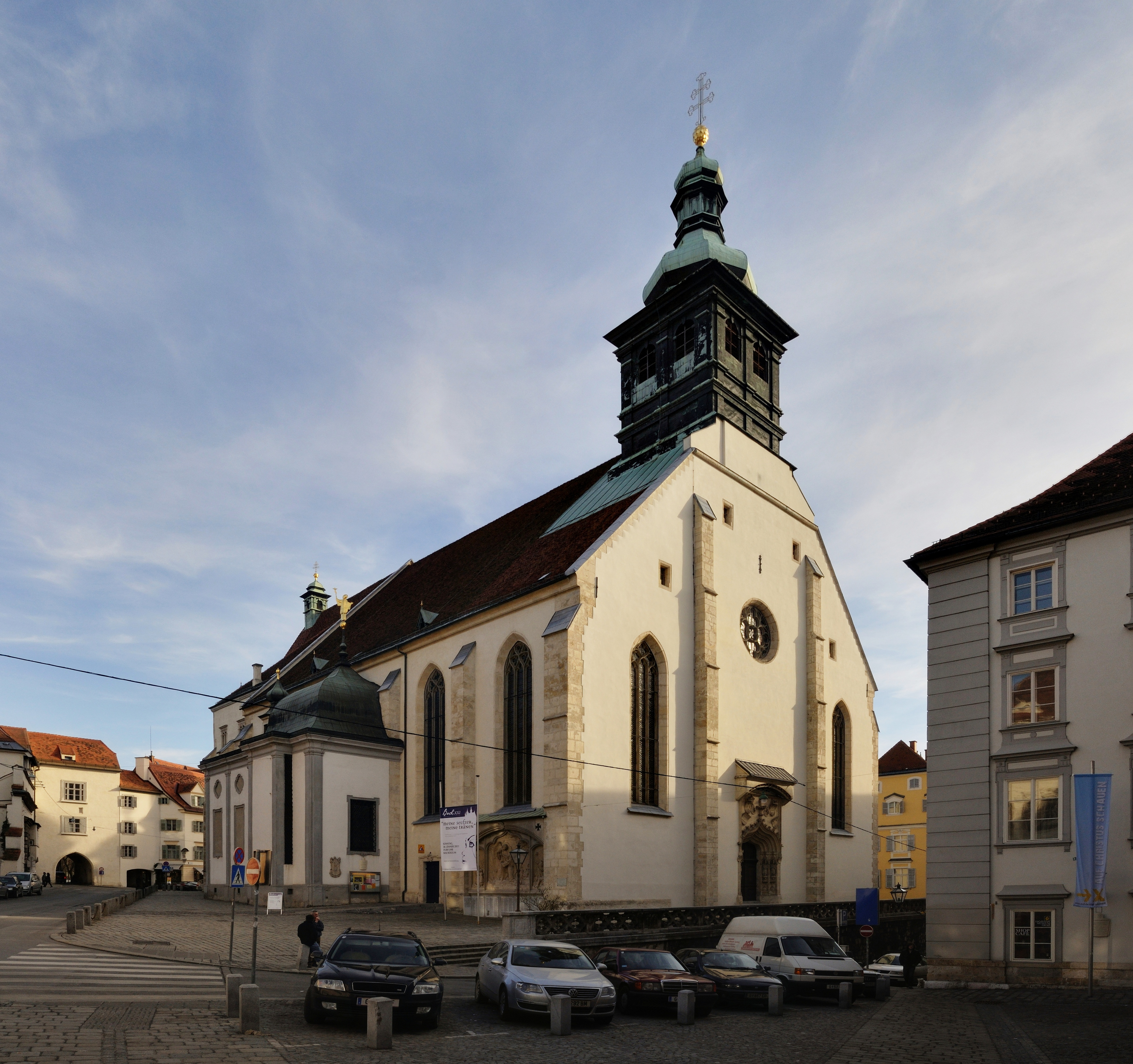
Nhà thờ lớn Graz nhìn từ hướng tây bắc
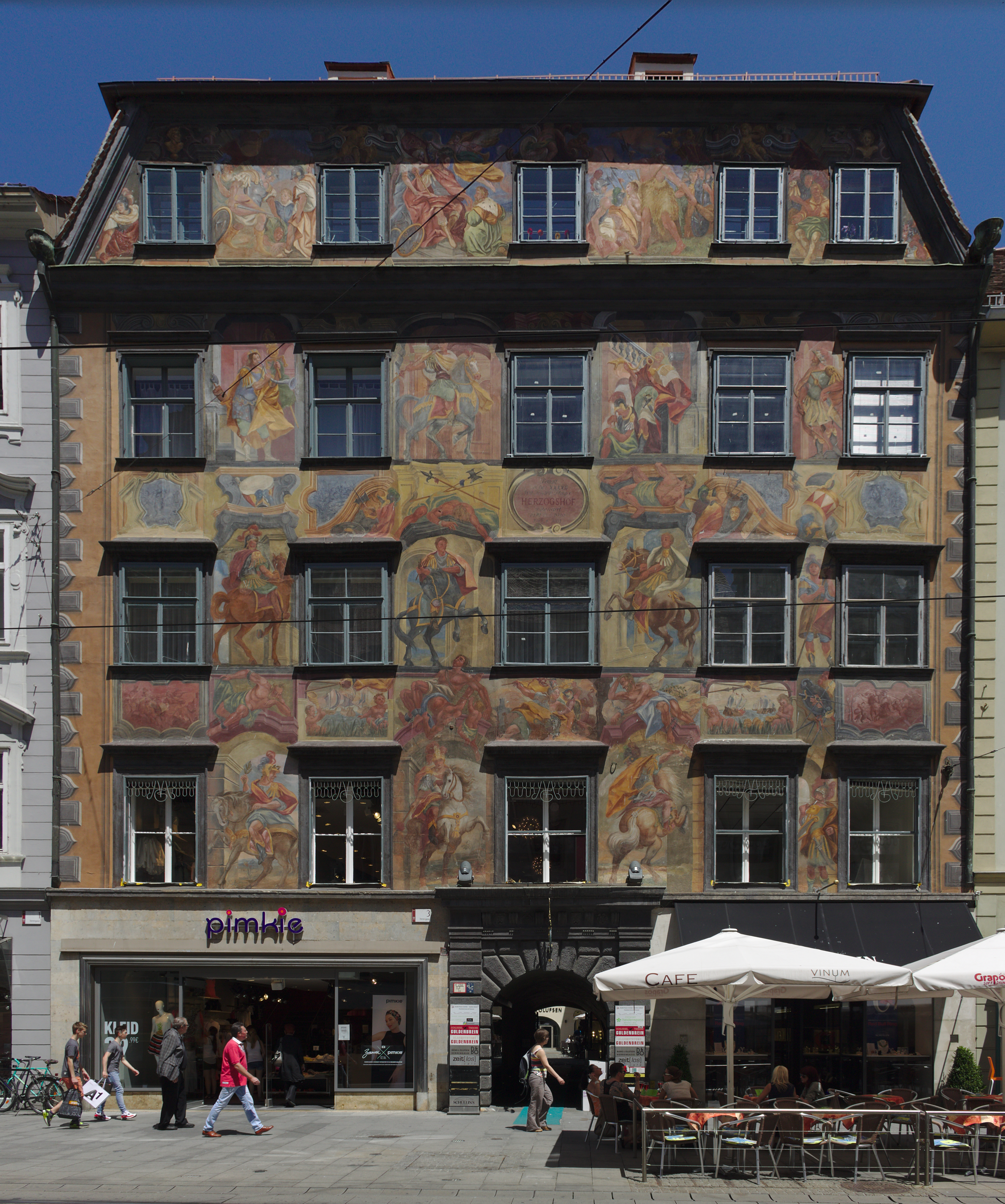
Gemaltes Haus
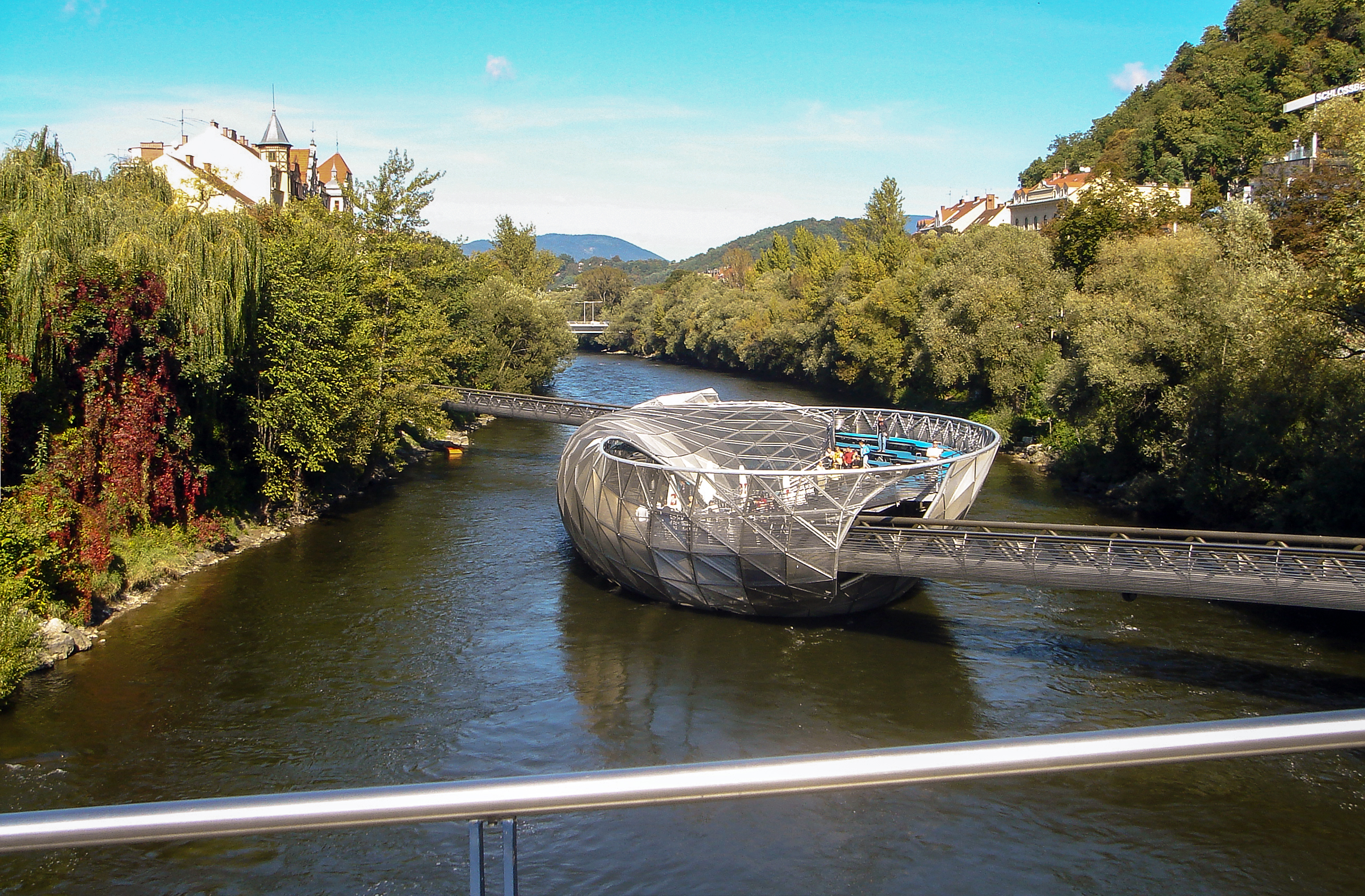
Cù lao trên sông Mur

### Bên ngoài trung tâm thành phố cổ
- Cung điện Eggenberg (Schloss Eggenberg), một cung điện kiểu baroque ở rìa phía tây của Graz với các phòng và bảo tàng Quốc gia. Năm 2010 nó đã được thêm vào Di sản Thế giới hiện có của trung tâm lịch sử Graz.
- Vương cung thánh đường Mariatrost (Basilika Mariatrost) một nhà thờ cuối thời Baroque, ở rìa phía đông của Graz.
- Nhà thờ Trái tim Chúa Giêsu (Herz-Jesu-Kirche) là nhà thờ lớn nhất ở Graz với ngọn tháp cao thứ ba ở Áo, được xây dựng theo phong cách Gothic Revival.
- Đồi Sọ (Kalvarienberg) trong khu Gösting của Graz với một nhà thờ và đồi núi từ thế kỷ 17.
- Bệnh viện Đại học Graz là bệnh viện lớn nhất ở Graz và là một trong những bệnh viện lớn nhất ở Áo. Đây là khu phức hợp tòa nhà Juosystemtil lớn nhất ở Áo và được xây dựng từ năm 1904 đến năm 1912. Nó do tỉnh Steiermark điều hành và là một trong những bệnh viện nổi tiếng nhất ở Áo và Trung Âu.
- Các điểm quan sát tốt nhất để ngắm cảnh thành phố là Gösting Ruin (Ruine Gösting), tàn tích của một lâu đài trên đỉnh đồi ở rìa phía tây bắc của thành phố và Plabutsch/Fürstenstand phía sau Cung điện Eggenberg với một nhà hàng trên đỉnh đồi và tháp ngắm cảnh cũng như Buchkogel/Kronprinz-Rudolf-Warte.

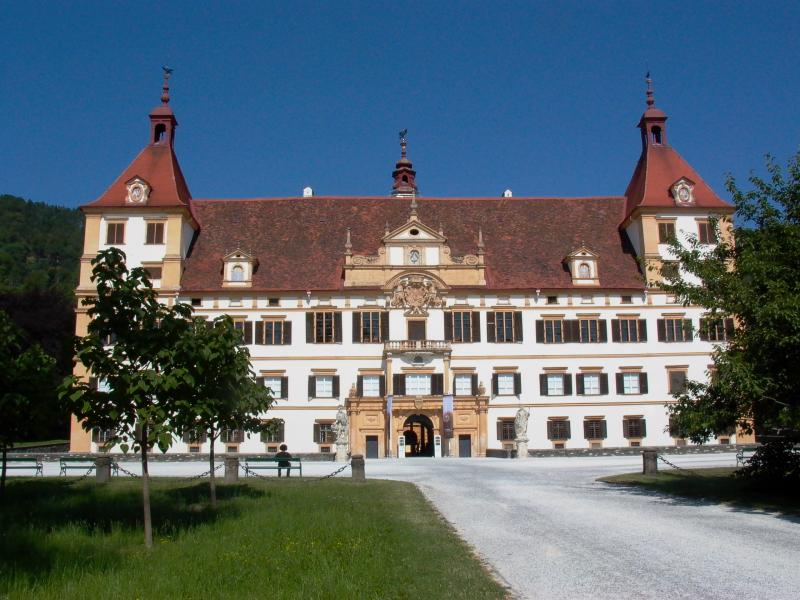
[[Schloss Eggenberg (Graz)|Cung điện Eggenberg
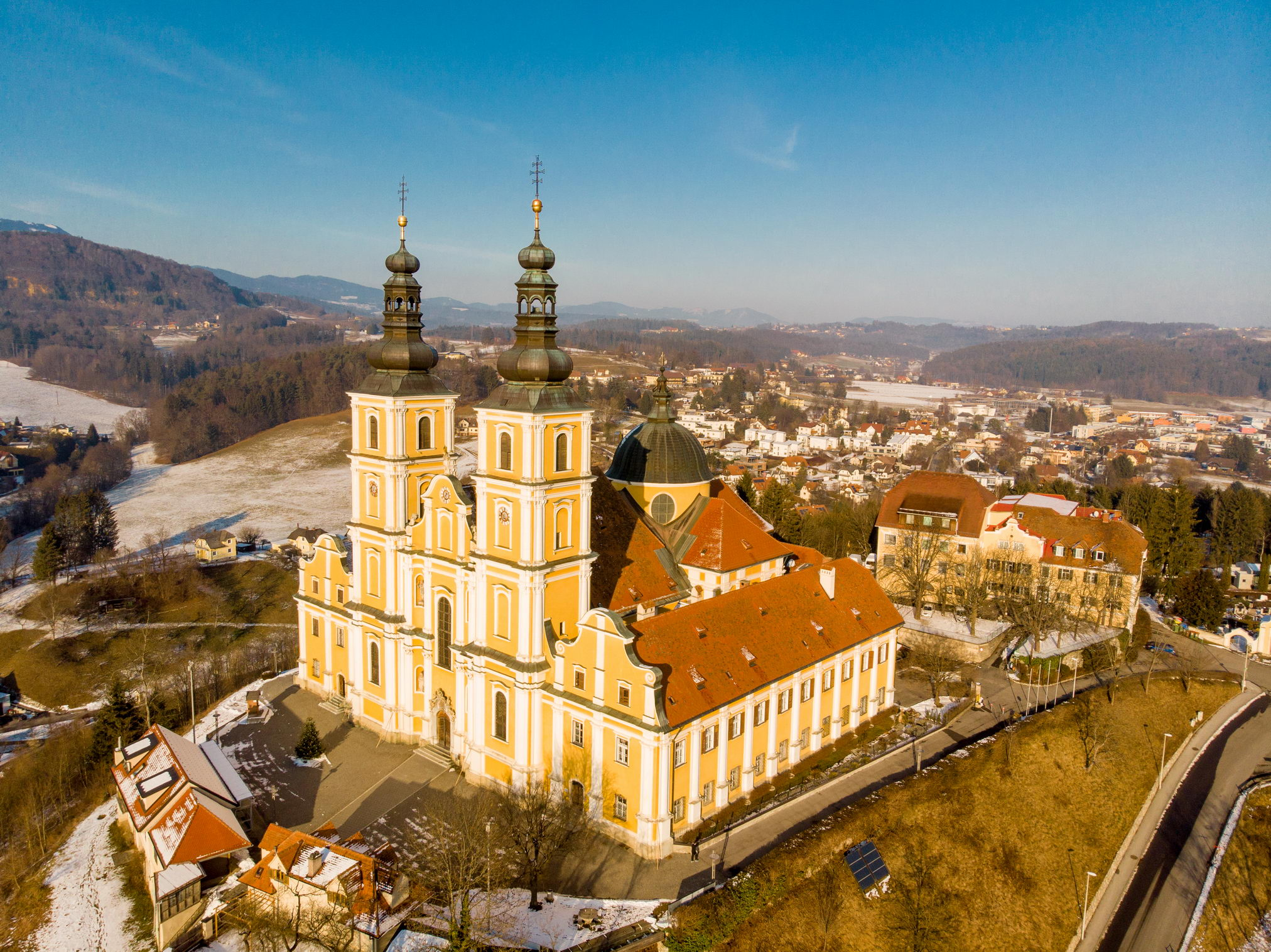
Vương cung thánh đường Mariatrost
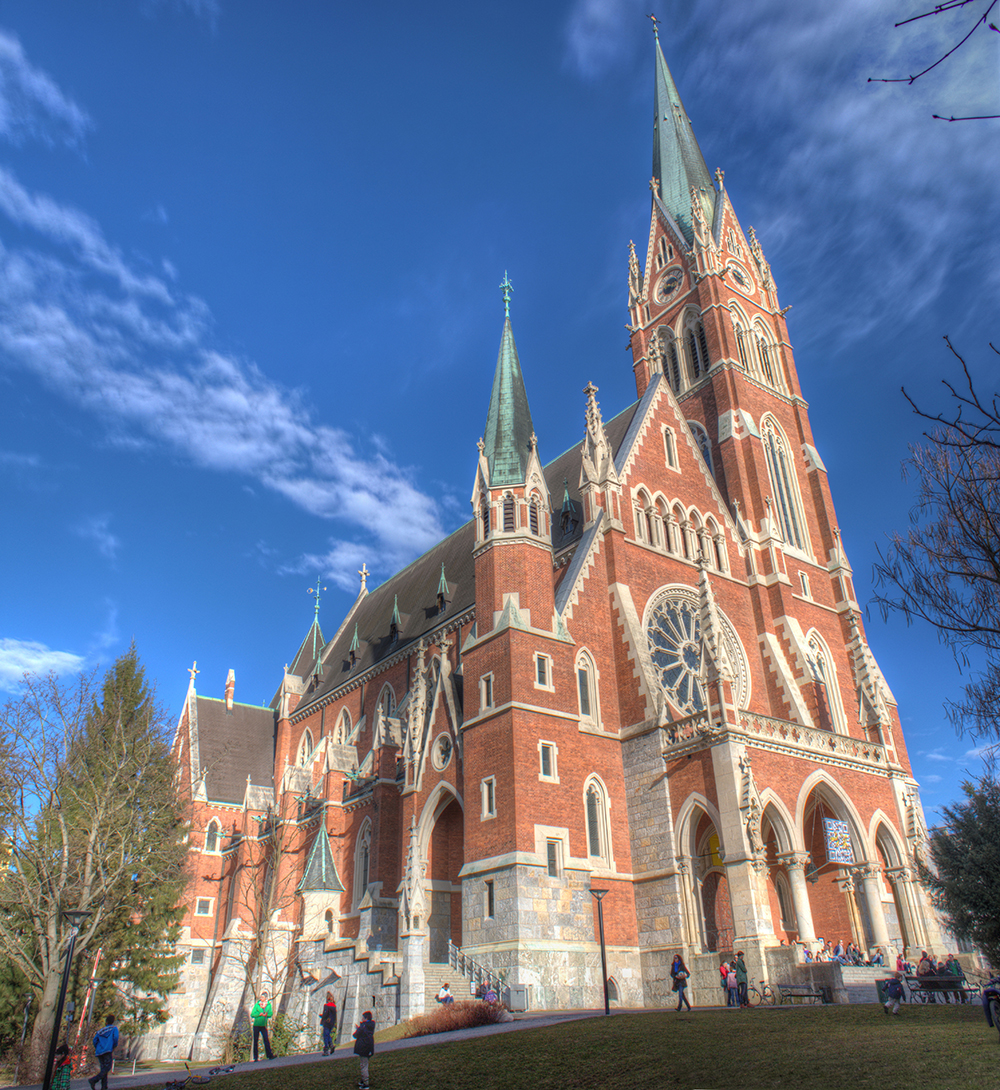
Herz-Jesu-Kirche Graz
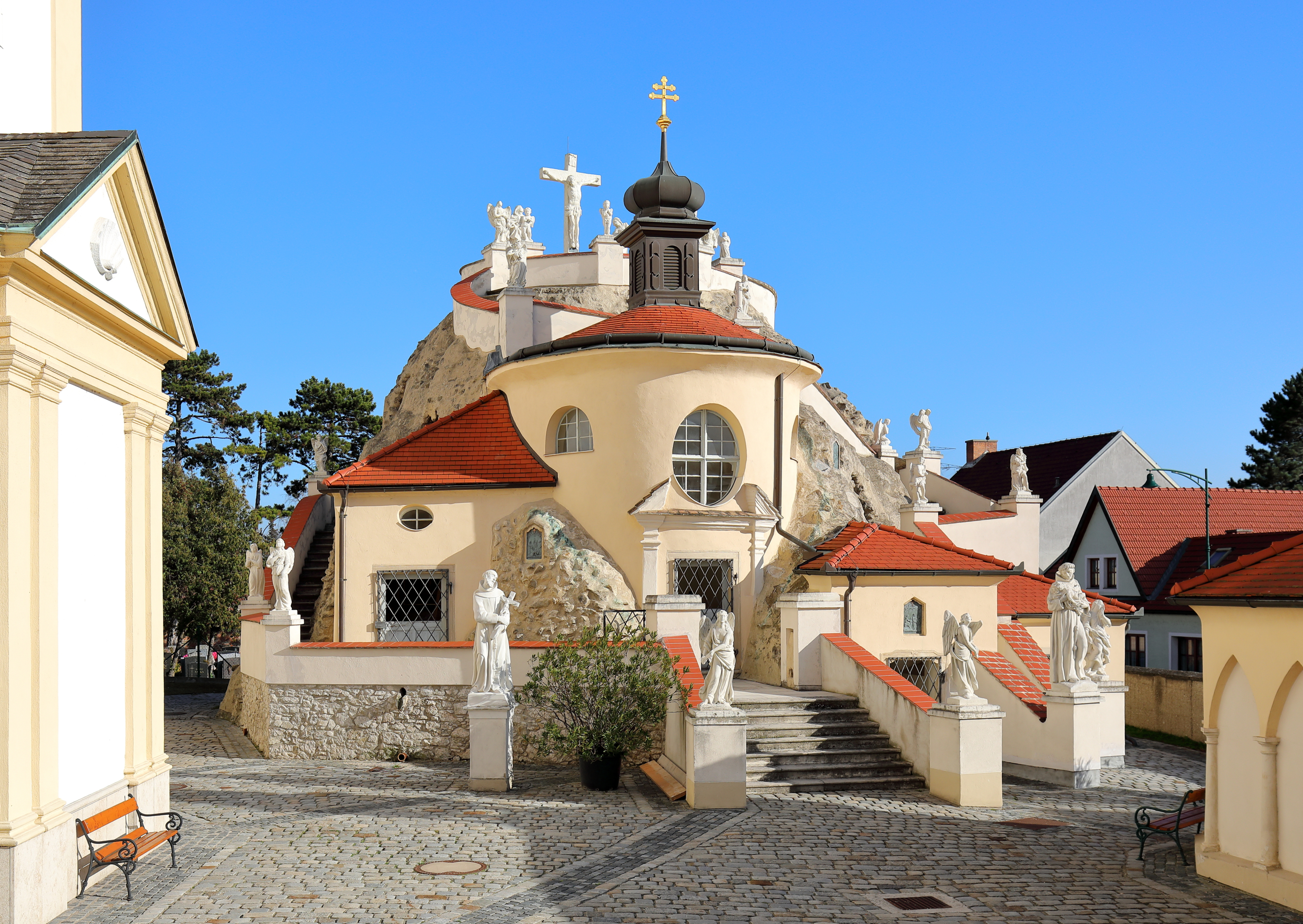
Đồi Sọ của Nhà thờ hành hương Maria Lanzendorf (khoảng năm 1700)
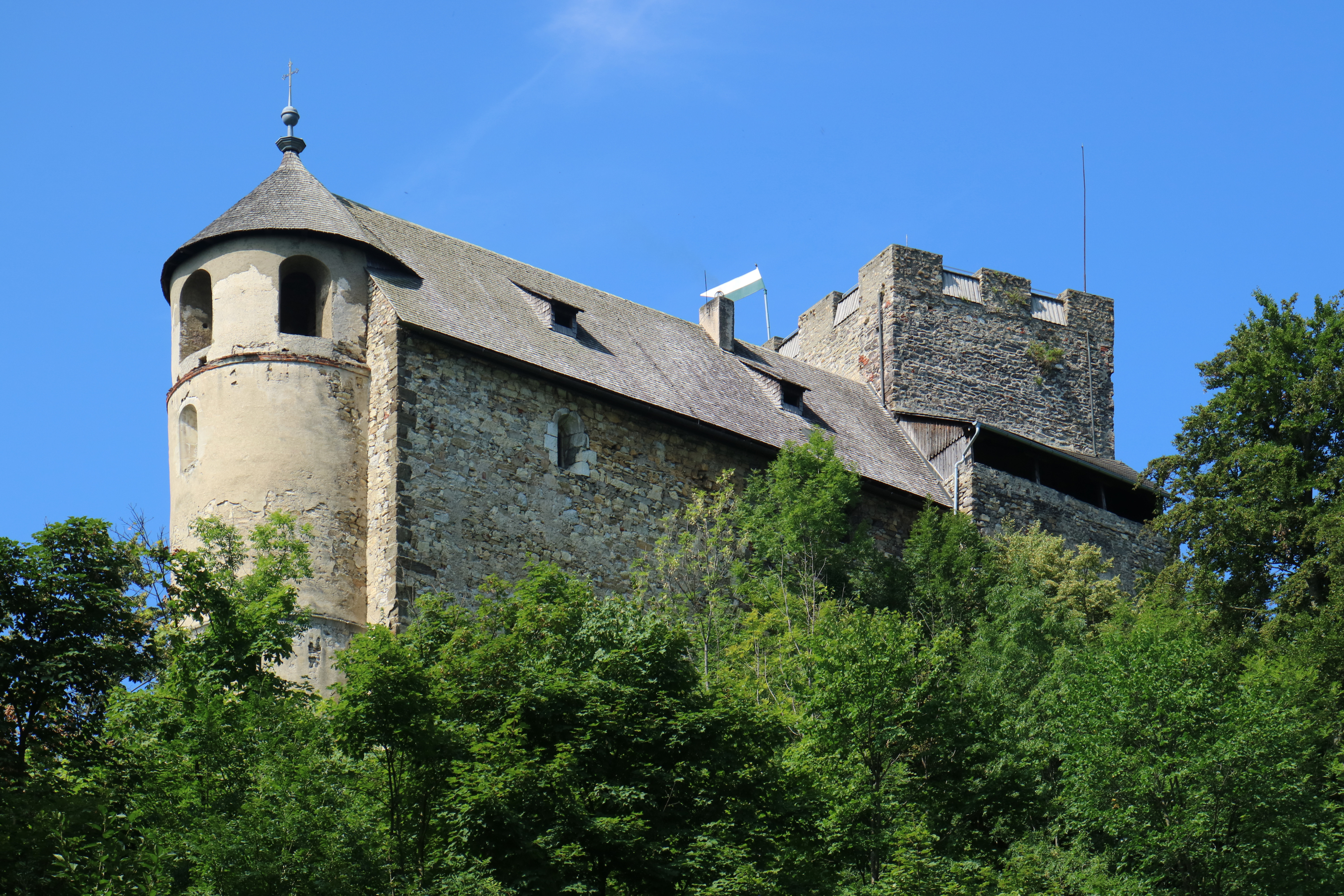
Lâu đài Gösting
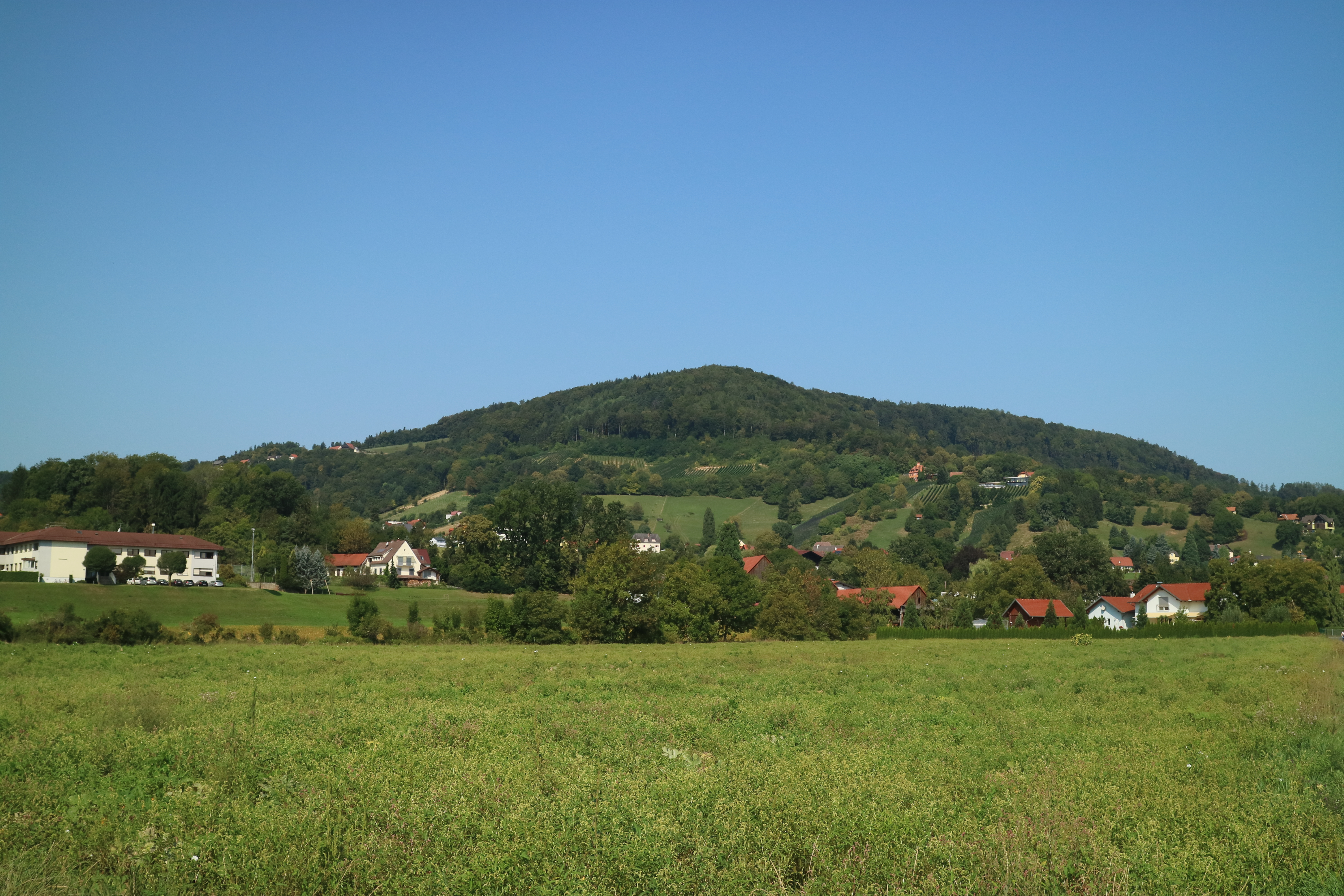
Buchkogel từ phía đông nam

### Khu vực Đại Graz
- Österreichisches Freilichtmuseum Stübing, một bảo tàng ngoài trời chứa các trang trại cổ từ khắp nước Áo được tập hợp lại trong khung cảnh lịch sử.
- Lurgrotte, hệ thống hang động rộng lớn nhất ở Áo.
- Lipizzanergestüt Piber, một trại ngựa giống Lipizzan ở làng Piber, nơi nuôi những con ngựa nổi tiếng.
- Steirische Weinstraße là một vùng trồng nho ở phía nam Graz, còn được gọi là "Toscana của Steiermark".
- Thermenregion, khu vực spa ở phía đông Graz.
- Lâu đài Riegersburg, một pháo đài hùng mạnh chưa từng bị chiếm. Nó là một pháo đài chống lại các cuộc xâm lược của người Thổ Nhĩ Kỳ

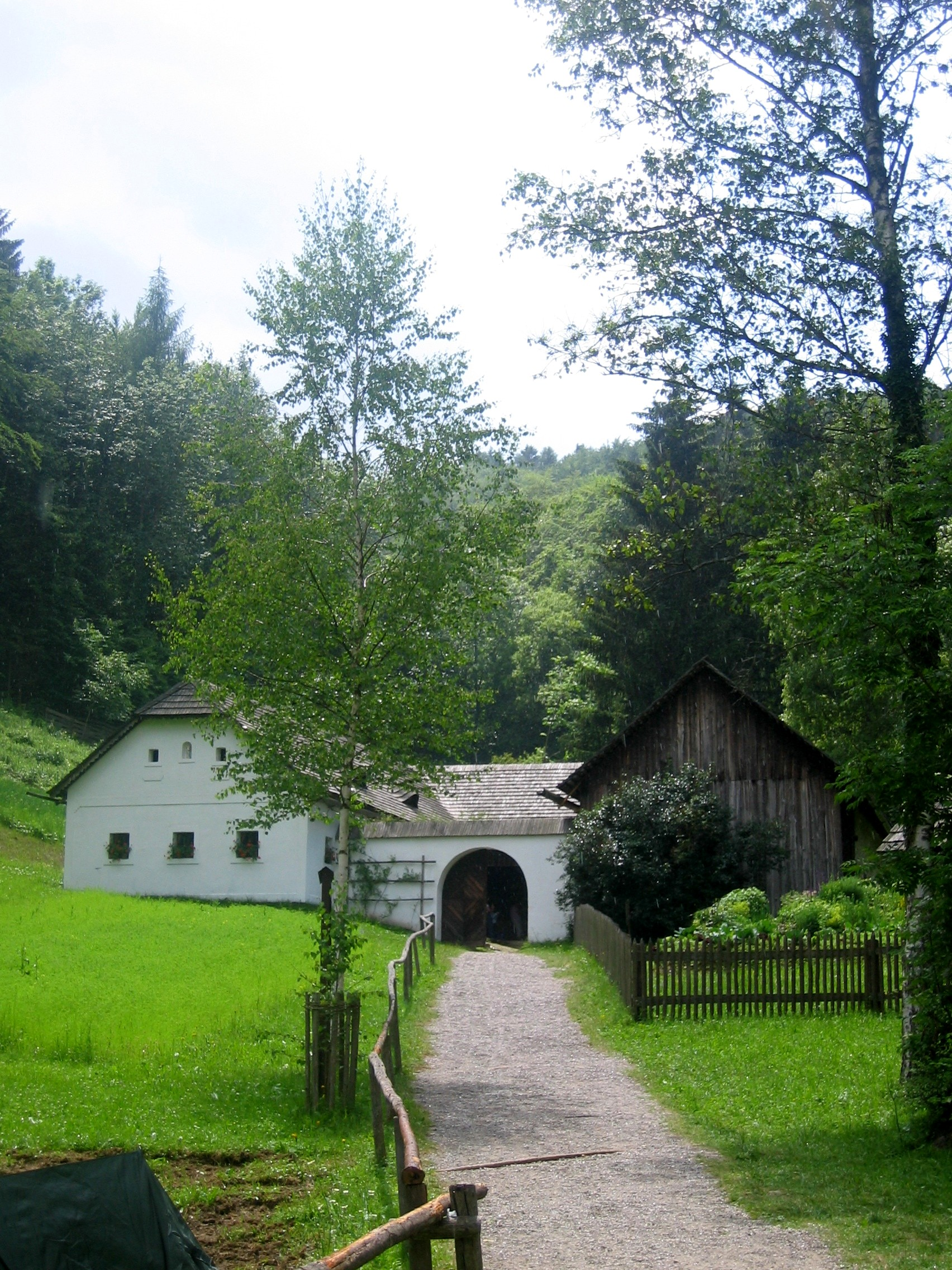
Dreikanthof Waldviertel ở Rammelhof
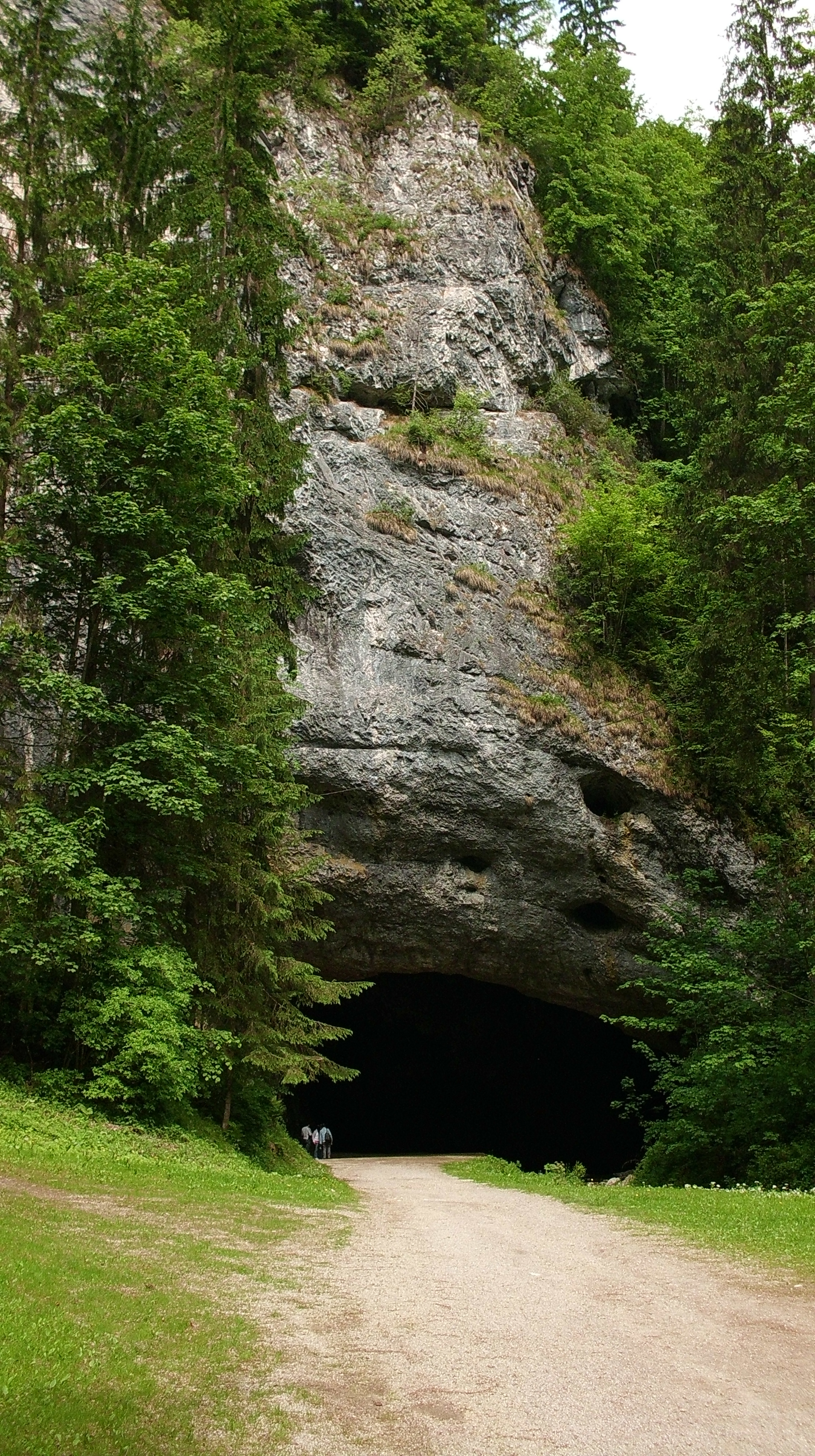
Lối vào Lurgrotte gần Semriach
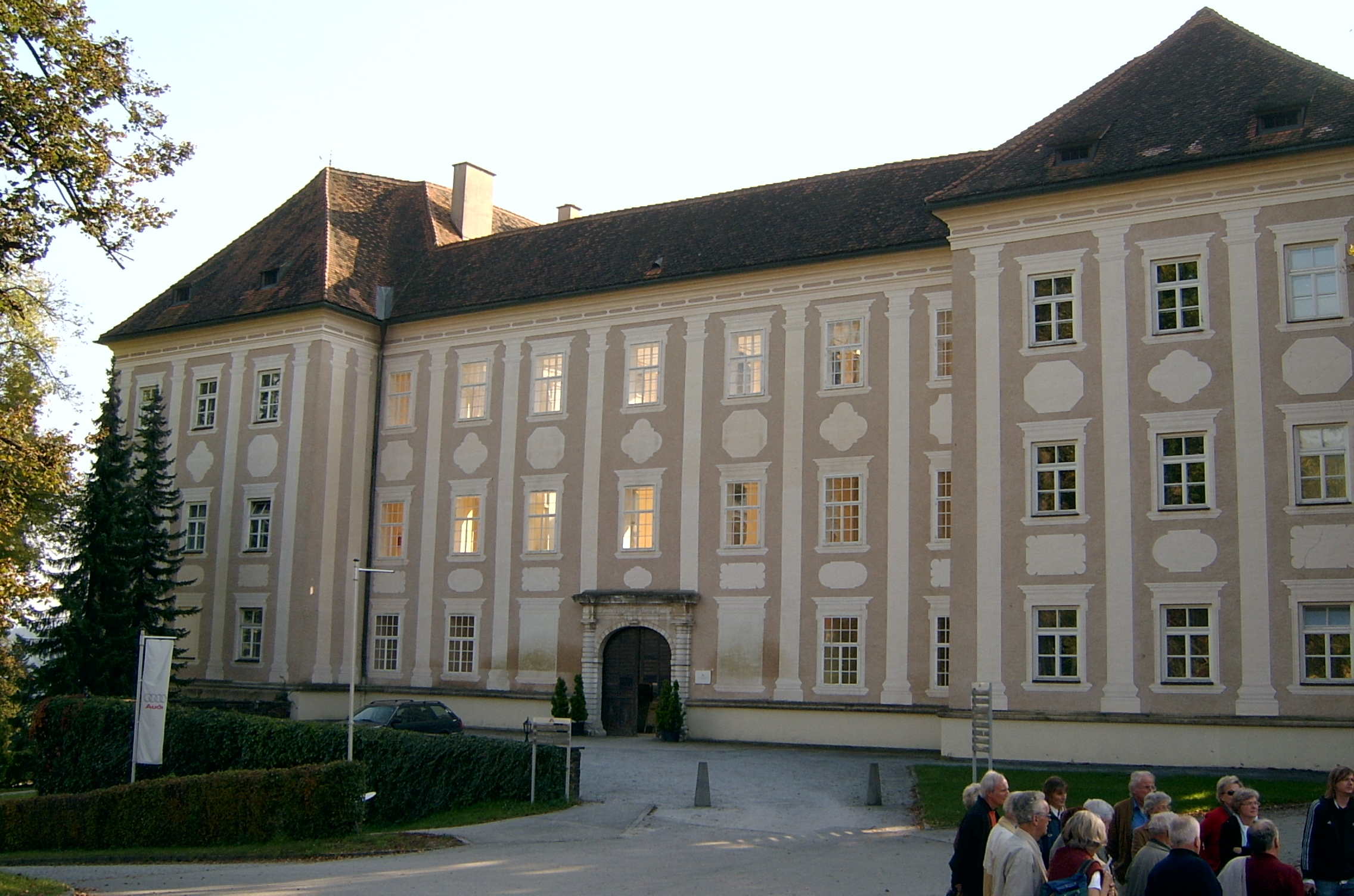
Lâu đài Piber, mặt tiền
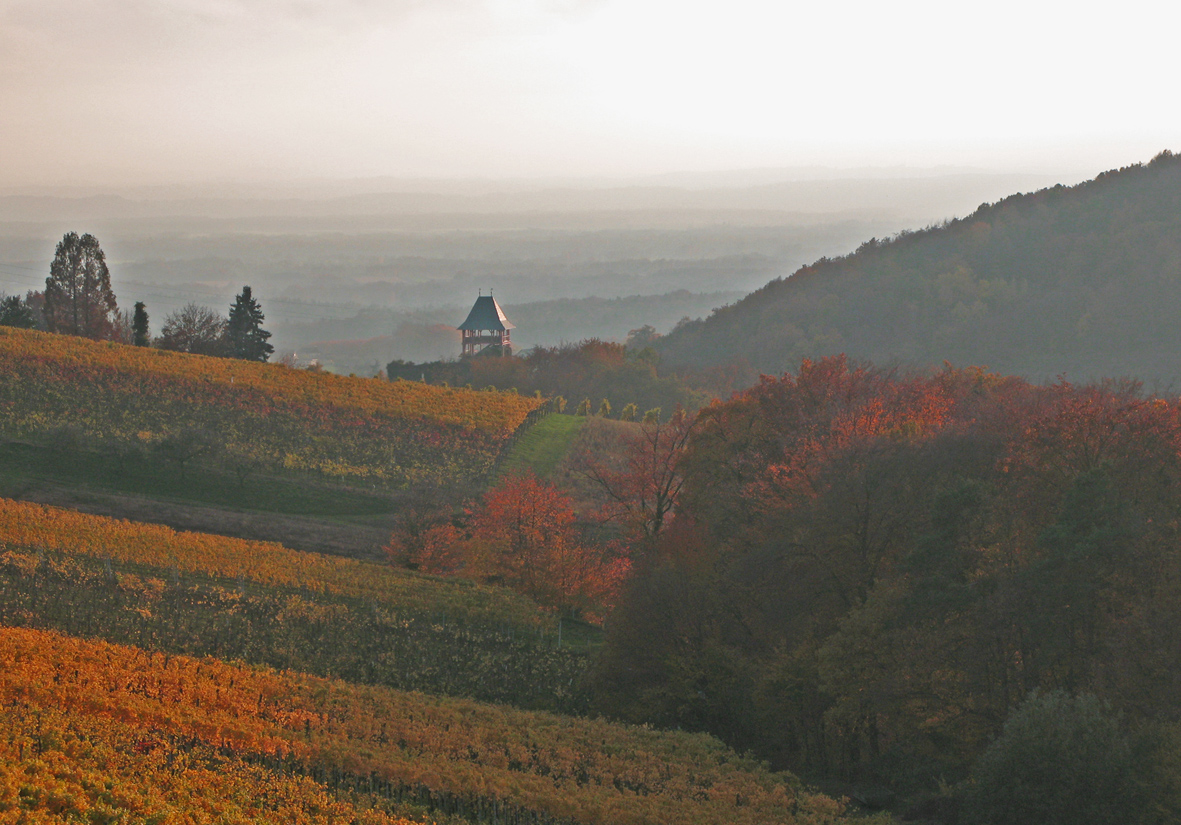
Vườn nho ở Klöch thuộc vùng Vulkanland Steiermark
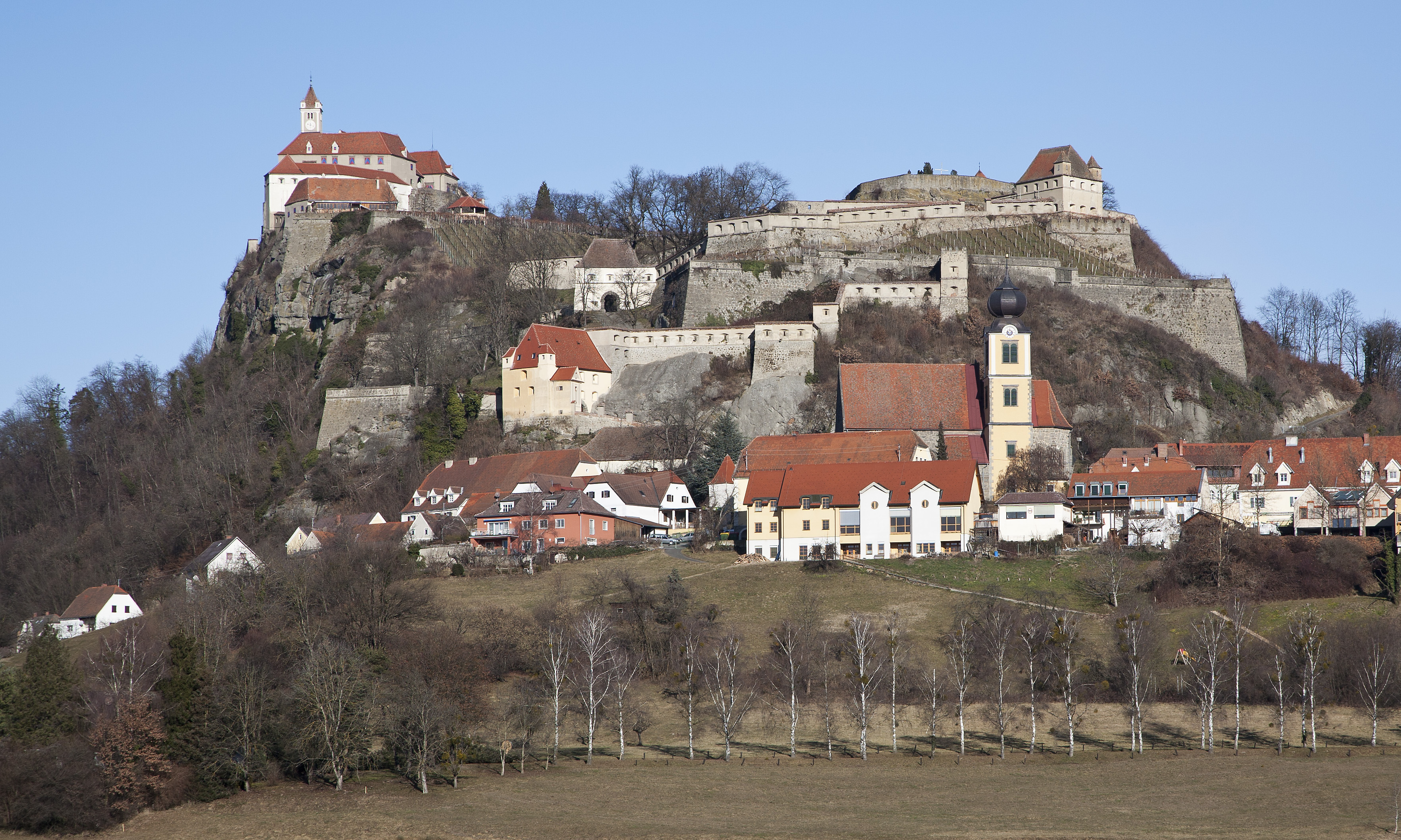
Lâu đài Riegersburg và nhà thờ giáo xứ St. Martin từ phía nam

## Chính trị

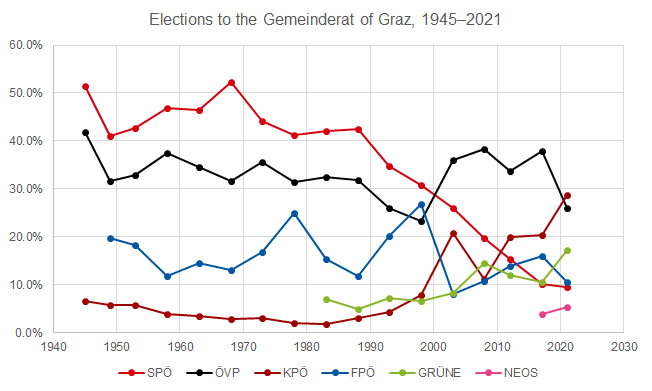
Các cuộc bầu cử từ năm 1945 đến năm 2017.

Trong phần lớn lịch sử sau chiến tranh, Graz là thành trì của Đảng Dân chủ Xã hội Áo (SPÖ) nhưng kể từ cuối những năm 1990, đảng này đã mất hầu hết sự ủng hộ ở cấp địa phương. Nó đã bị Đảng Nhân dân Áo (ÖVP) vượt qua vào năm 2003, đảng này là đảng lớn nhất trong hội đồng thành phố (Gemeindesrat) kể từ đó. Với sự suy yếu của SPÖ, Đảng Cộng sản Áo (KPÖ) đã trở nên rất phổ biến ở Graz mặc dù sự hiện diện của nó ở cấp quốc gia không đáng kể. Đảng này đứng thứ ba với 20,8% phiếu bầu trong cuộc bầu cử địa phương năm 2003, được cho là nhờ sự nổi tiếng của lãnh đạo địa phương Ernest Kaltenegger. Đảng này đã giảm tỉ lệ ủng hộ xuống 11,2% vào năm 2008 nhưng đã phục hồi dưới thời lãnh đạo mới Elke Kahr, trở thành đảng đứng thứ hai ở Graz với 19,9% trong năm 2012 và 20,3% vào năm 2017. Sự nổi tiếng của KPÖ ở Graz đã cho phép họ tham gia vào nghị viện bang Steiermark. trong cuộc bầu cử năm 2005, đánh dấu lần xuất hiện đầu tiên của họ trong nghị viện tiểu bang sau 35 năm; họ đã giữ được ghế của mình trong các cuộc bầu cử tiếp theo năm 2010, 2015 và 2019.
Thị trưởng hiện tại của Graz là Siegfried Nagl (ÖVP), người lần đầu tiên nhậm chức vào năm 2003.
Cuộc bầu cử hội đồng thành phố gần đây nhất được tổ chức vào ngày 5 tháng 2 năm 2017 với kết quả như sau:
| Đảng                        | Đảng                                                  | Ứng cử viên chính           | Phiếu bầu | %      | +/-  | Ghế | +/- | Ủy viên hội đồng | +/- |
| --------------------------- | ----------------------------------------------------- | --------------------------- | --------- | ------ | ---- | --- | --- | ---------------- | --- |
|                             | Đảng Nhân dân Áo (ÖVP)                                | Siegfried Nagl              | 47,639    | 37.79  | 4.05 | 19  | 2   | 3                | ±0  |
|                             | Đảng Cộng sản Áo (KPÖ)                                | Elke Kahr                   | 25,645    | 20.34  | 0.48 | 10  | ±0  | 2                | 1   |
|                             | Đảng Tự do Áo (FPÖ)                                   | Mario Eustacchio            | 19,998    | 15.86  | 2.11 | 8   | 1   | 1                | ±0  |
|                             | Đảng Xanh Áo (GRÜNE)                                  | Tina Wirnsberger            | 13,254    | 10.51  | 1.63 | 5   | 1   | 1                | ±0  |
|                             | Đảng Dân chủ Xã hội Áo (SPÖ)                          | Michael Ehmann              | 12,668    | 10.05  | 5.26 | 5   | 2   | 0                | 1   |
|                             | NEOS - Diễn đàn Tân Áo và Tự do (NEOS)                | Niko Swatek                 | 4,966     | 3.94   | New  | 1   | New | 0                | New |
|                             | Đảng cướp biển Áo (PIRAT)                             | Philip Pacanda              | 1,368     | 1.09   | 1.61 | 0   | 1   | 0                | ±0  |
|                             | Danh sách WIR - Danh sách Công dân Độc lập Graz (WIR) | Gerhard Mariacher           | 250       | 0.20   | New  | 0   | New | 0                | New |
|                             | Einsparkraftwerk (ESK)                                | Rainer Hermann Maichin      | 166       | 0.13   | 0.06 | 0   | ±0  | 0                | ±0  |
|                             | Tatjana Petrovic                                      | Tatjana Petrovic            | 115       | 0.09   | New  | 0   | New | 0                | New |
| Phiếu bầu hợp lệ            | Phiếu bầu hợp lệ                                      | Phiếu bầu hợp lệ            | 126,069   | 98.57  |      |     |     |                  |     |
| Phiếu bầu không hợp lệ      | Phiếu bầu không hợp lệ                                | Phiếu bầu không hợp lệ      | 1,835     | 1.43   |      |     |     |                  |     |
| Tổng cộng                   | Tổng cộng                                             | Tổng cộng                   | 127,904   | 100.00 |      | 48  | ±0  | 7                | ±0  |
| Cử tri / cử tri đi bỏ phiếu | Cử tri / cử tri đi bỏ phiếu                           | Cử tri / cử tri đi bỏ phiếu | 222,856   | 57.39  | 1.92 |     |     |                  |     |
| Source: Stadt Graz          |                                                       |                             |           |        |      |     |     |                  |     |

## Văn hóa
Trong năm 2003, Graz đã giữ danh hiệu "Thủ đô Văn hóa Châu Âu" và là một trong những "Thành phố Thiết kế" của UNESCO vào năm 2011.

### Bảo tàng

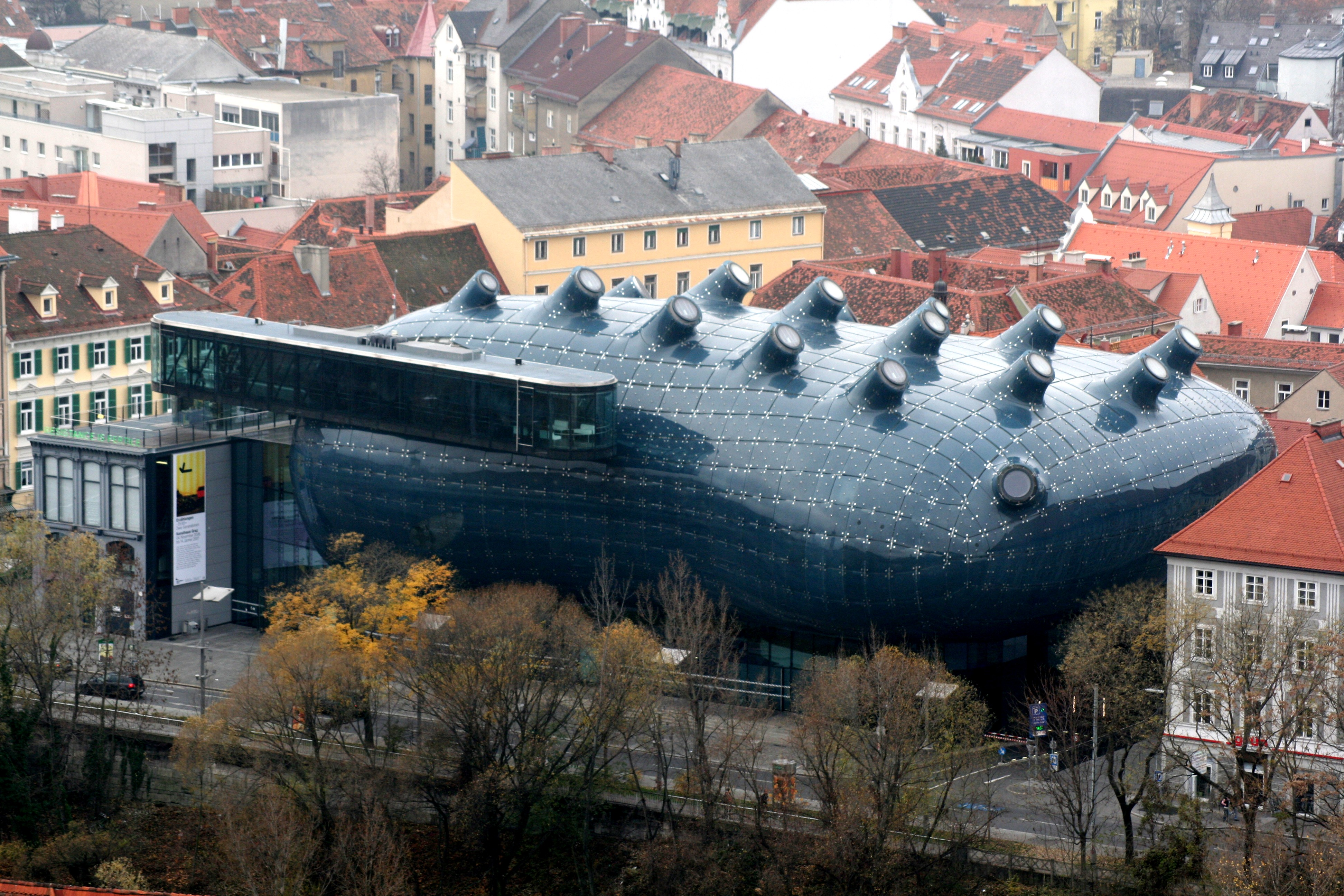
Kunsthaus

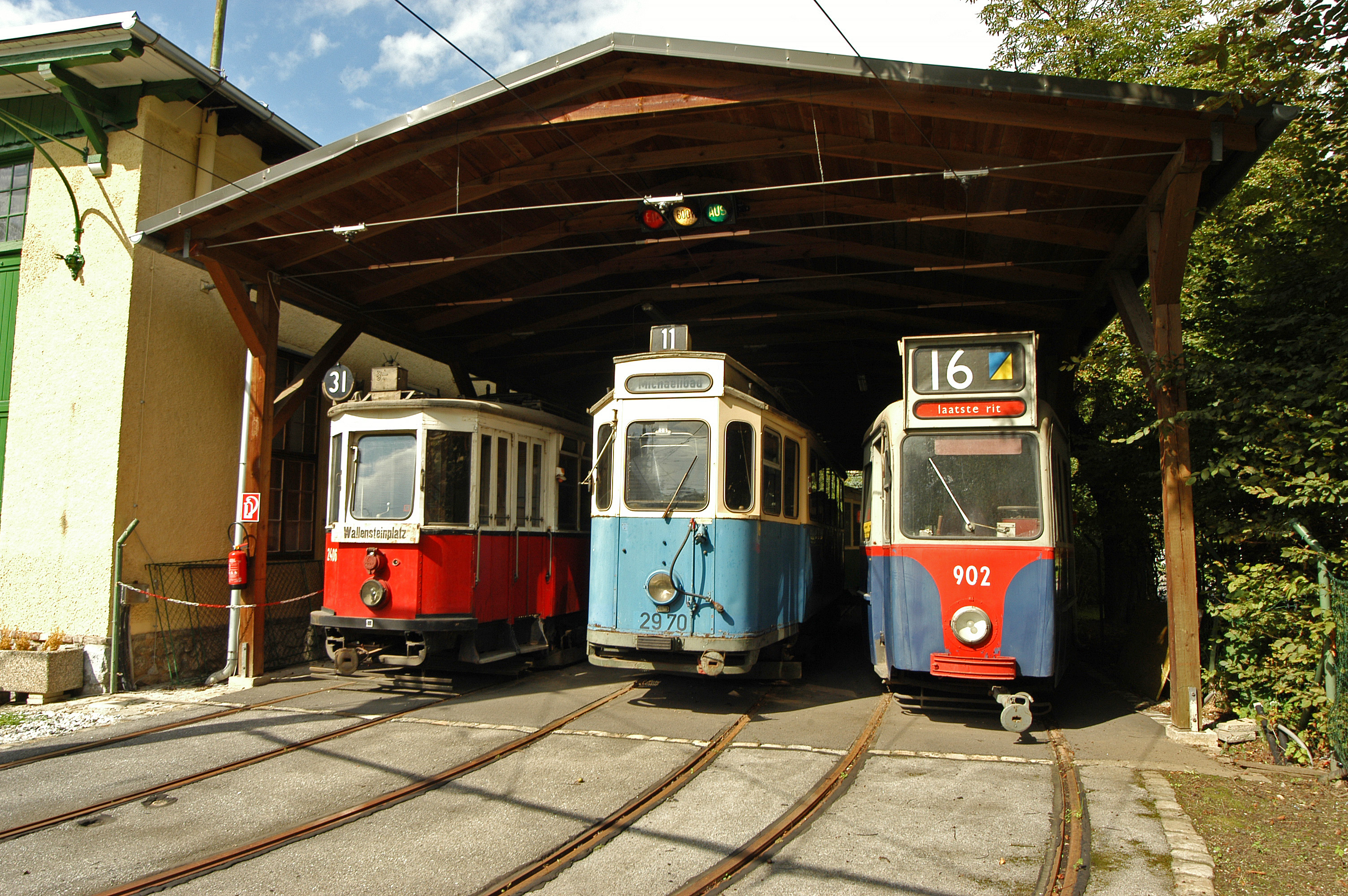
Bảo tàng xe điện

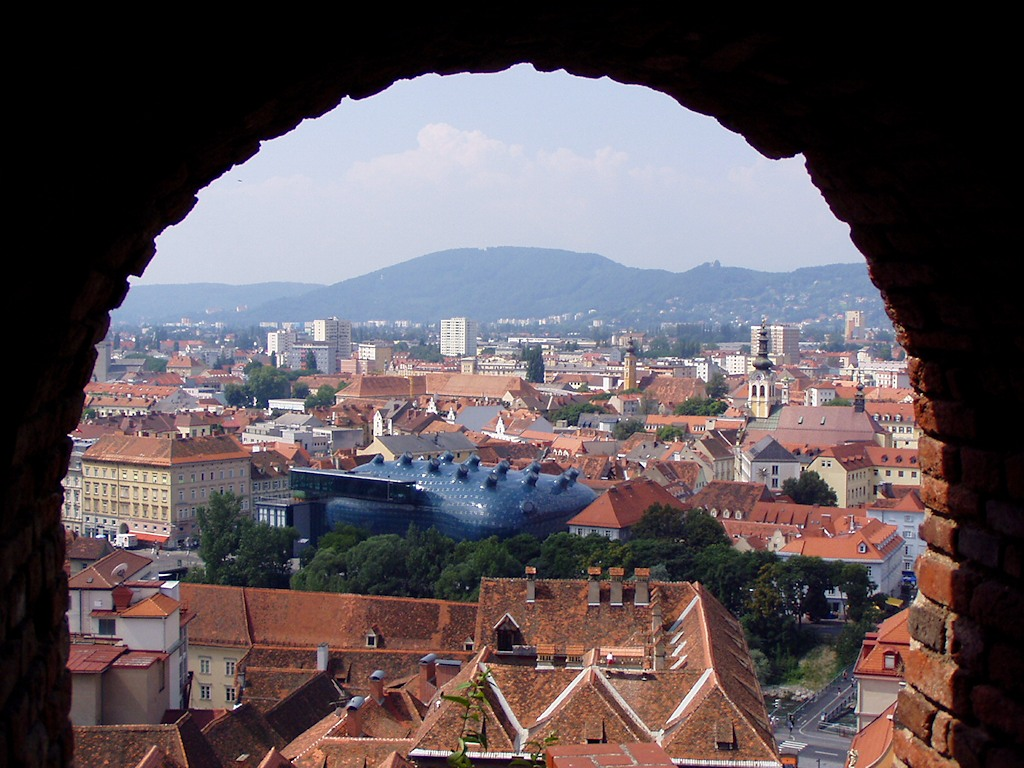
Toàn cảnh thành phố từ Schlossberg với Kunsthaus ở giữa

Các bảo tàng quan trọng nhất ở Graz là:
- Cung điện Eggenberg với Alte Galerie (tranh và tác phẩm điêu khắc từ thời La Mã đến cuối thời kỳ Baroque), Bộ sưu tập tiền xu, Lapidarium (bộ sưu tập đồ đá La Mã), Bảo tàng khảo cổ học (có xe thờ Strettweg) một khu triển lãm đặc biệt và 90.000 m  2  vườn cảnh quan lãng mạn.
- Museum im Palais: bảo tàng lịch sử văn hóa Steiermark từ thời Trung cổ đến nay.
- Neue Galerie: nghệ thuật thị giác từ thế kỷ 19 và 20.
- Bảo tàng Lịch sử Tự nhiên: triển lãm về thực vật học, khoáng vật học và động vật học.
- Stadtmuseum Graz: bảo tàng thành phố.
- Kunsthaus: phòng triển lãm nghệ thuật đương đại.
- Forum Stadtpark: bảo tàng nghệ thuật đương đại.
- Nhiếp ảnh Áo: bảo tàng nhiếp ảnh đương đại.
- Landeszeughaus: Kho vũ khí thời trung cổ bao gồm 32.000 hiện vật áo giáp và vũ khí, lớn nhất thế giới.
- Volkskundemuseum: bảo tàng văn hóa dân gian.
- Diözesanmuseum: bảo tàng của Giáo hội Công giáo La Mã.
- Künstlerhaus: phòng triển lãm nghệ thuật thị giác đương đại.
- Literaturhaus: bảo tàng văn học Đức đương đại.
- Museum der Wahrnehmung: bảo tàng các giác quan, thiền định.
- Kindermuseum Frida & Fred: bảo tàng dành cho trẻ em.
- Bảo tàng Xe điện: 40 xe điện cổ, có niên đại lâu đời nhất từ năm 1873.
- Kriminalmuseum: bảo tàng tội phạm học.
- Luftfahrtmuseum: bảo tàng hàng không (sân bay Graz).
- Bộ sưu tập Hanns Schell: bảo tàng khóa và ổ khóa lớn nhất thế giới.
- Công viên điêu khắc Áo: 7ha các tác phẩm điêu khắc đương đại.
- Vườn bách thảo Graz: ba ngôi nhà kính với những khu vườn thú vị.

### Kiến trúc
Khu Phố Cổ và các quận lân cận được đặc trưng bởi các tòa nhà và nhà thờ cổ. Ở các quận bên ngoài, các tòa nhà chủ yếu mang phong cách kiến trúc từ nửa sau thế kỷ 20.
Năm 1965, Grazer Schule (Trường phái Graz) được thành lập. Một số tòa nhà xung quanh các trường đại học mang phong cách này như những ngôi nhà xanh của Volker Giencke và trung tâm RESOWI của Günther Domenig.
Trước khi Graz trở thành Thủ đô Văn hóa Châu Âu vào năm 2003, một số dự án mới đã được thực hiện như Stadthalle, Kindermuseum (bảo tàng dành cho trẻ em), Helmut-List-Halle, Kunsthaus và Murinsel.
- Tòa nhà cao nhất

Các tòa nhà ở Graz cao ít nhất 50m là:
|                 | Tên hoặc địa chỉ                                                             | Hoàn thành                    | Công năng  | Chiều cao (m) | Số tầng lầu       |
| --------------- | ---------------------------------------------------------------------------- | ----------------------------- | ---------- | ------------- | ----------------- |
| 1.              | Herz-Jesu-Kirche                                                             | 1887                          | nhà thờ    | 109           |                   |
| 2.              | Elisabeth Hochhaus                                                           | 1964                          | khu dân cư | 75            | 25                |
| 3. 4.           | Kärntner Straße 212, Liebenauer Hauptstraße 309                              | 1968 và 1955                  | khu dân cư | 69            | 21                |
| 5.              | Franziskanerkirche                                                           | 1240                          | nhà thờ    | 69            |                   |
| 6.              | Alpha Tower                                                                  | 1960/Thêm 2 tầng vào năm 2015 | khu dân cư | 67            | 21                |
| 7.              | Telekom Austria Tower                                                        | Thập niên 1960                | văn phòng  | 65            | 15                |
| 8.              | Basilica Mariatrost                                                          | 1724                          | nhà thờ    | 61            |                   |
| 9.              | Steiermark Media Center                                                      | 2014                          | văn phòng  | 60            | 15                |
| 10.             | Science Tower                                                                | 2017                          | văn phòng  | 60            | 12 plus skygarden |
| 11. 12. 13. 14. | St. Peter Pfarrweg, Kindermanngasse, Hanuschgasse, Algersdorferstraße        | Thập niên 1960/70             | khu dân cư | 55            | 17                |
| 15. 16. 17. 18. | Vinzenz Muchitschstraße, Ungergasse, Kärntner Straße 216, Eggenberger Gürtel | Thập niên 1970                | khu dân cư | 52            | 16                |

### Thể thao
SK Sturm Graz là câu lạc bộ bóng đá chính của thành phố với 3 chức vô địch Áo và 5 mùa giải á quân. Grazer AK cũng từng giành chức vô địch Áo nhưng được đưa vào quản lý vào năm 2007 và bị loại khỏi hệ thống giải đấu chuyên nghiệp.
Ở môn khúc côn cầu trên băng, ATSE Graz là nhà vô địch của Giải Khúc côn cầu Áo vào các năm 1975 và 1978. EC Graz là á quân vào các năm 1991–92, 1992–93 và 1993–94. Graz 99ers chơi ở giải hạng nhất kể từ năm 2000.
UBSC Raiffeisen Graz chơi ở Giải bóng rổ Áo.
Graz Giants thi đấu tại Giải Bóng bầu dục Áo (Bóng bầu dục Mỹ).
Thành phố này đã đăng ký tổ chức Thế vận hội Mùa đông 2002 vào năm 1995 nhưng đã thua Thành phố Salt Lake trong cuộc bầu chọn. Ngày nay, có kế hoạch đấu thầu cho Thế vận hội mùa đông 2026 với một số địa điểm ở Bayern, Đức để cắt giảm chi phí khi sử dụng các địa điểm hiện có xung quanh biên giới quốc gia. Nó vẫn đang được trưng cầu dân ý, có nghĩa là thường là dấu chấm hết cho nhiều cuộc đấu thầu ở châu Âu và Bắc Mỹ trước đây kể từ năm 1970.

### Styriarte
Graz tổ chức lễ hội âm nhạc cổ điển Styriarte hàng năm, được thành lập vào năm 1985 để gắn kết nhạc trưởng Nikolaus Harnoncourt gần hơn với quê hương của ông. Các sự kiện đã được tổ chức tại các địa điểm khác nhau ở Graz và trong khu vực xung quanh.

### Phương ngữ
Người dân địa phương gọi là Steirisch, Graz thuộc về vùng phương ngữ Áo-Bayern, cụ thể hơn là sự pha trộn giữa tiếng Trung Bayern ở phía tây của Steiermark và tiếng Nam Bayern ở phần phía đông. Grazer ORF, công ty con ở Graz thuộc Tập đoàn Phát thanh truyền hình Áo đã đưa ra một sáng kiến vào năm 2008 có tên là Scho wieda Steirisch g'redt nhằm làm nổi bật nhiều phương ngữ của Graz và Steiermark nói chung và nuôi dưỡng niềm tự hào mà nhiều người Steiermark giữ cho văn hóa địa phương của họ. Hai lý do cho sự kết hợp các phương ngữ này với tiếng Đức chuẩn: ảnh hưởng của truyền hình và đài phát thanh đưa tiếng Đức chuẩn vào gia đình và quá trình công nghiệp hóa làm biến mất những người nông dân vì các cộng đồng nông dân được coi là những người thực sự nói phương ngữ.

## Vận tải

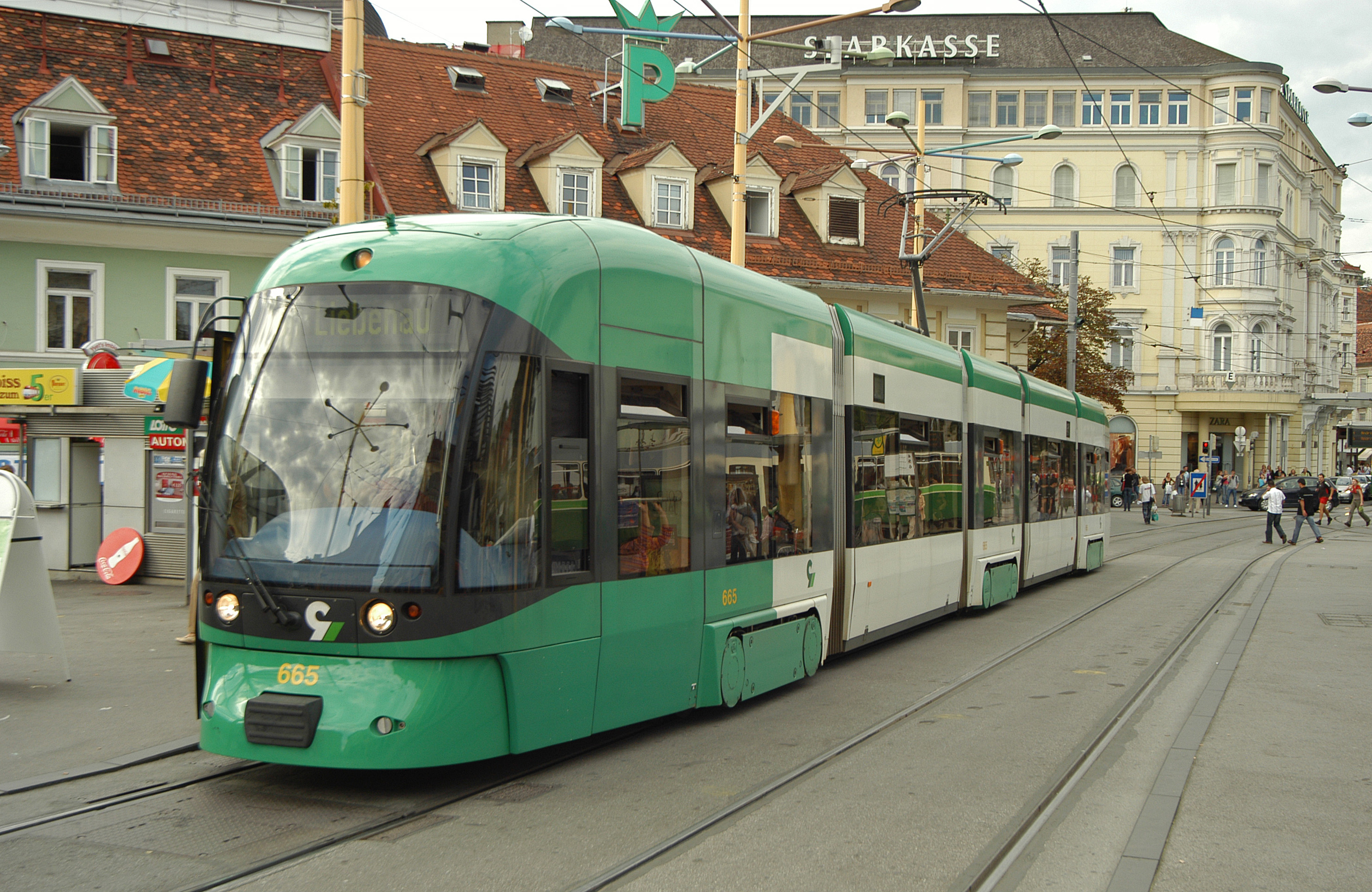
Xe điện tại Jakominiplatz

Mạng lưới giao thông công cộng rộng khắp khiến Graz trở thành một thành phố thuận tiện cho việc di chuyển mà không cần ô tô. Thành phố có một mạng lưới xe buýt toàn diện bổ sung cho mạng lưới xe điện Graz bao gồm tám tuyến. Bốn tuyến đi qua trạm dừng xe điện ngầm tại ga xe lửa trung tâm (Hauptbahnhof) và đến trung tâm thành phố trước khi rẽ nhánh. Hơn nữa, có bảy tuyến xe buýt chạy vào ban đêm mặc dù các tuyến này chỉ chạy vào cuối tuần và vào các buổi tối trước ngày lễ.
Schlossbergbahn, một tuyến đường sắt leo núi và thang máy Schlossberg, một thang máy thẳng đứng kết nối trung tâm thành phố với Schlossberg.
Từ ga xe lửa trung tâm (Hauptbahnhof), các chuyến tàu trong khu vực liên kết đến hầu hết Steiermark. Các chuyến tàu chạy thẳng đến hầu hết các thành phố lớn gần đó bao gồm Viên, Salzburg, Innsbruck, Maribor và Ljubljana ở Slovenia, Zagreb ở Croatia, Budapest ở Hungary, Praha và Brno ở Cộng hòa Séc, Zürich ở Thụy Sĩ cũng như Munich, Stuttgart, Heidelberg và Frankfurt ở Đức. Các chuyến tàu đến Viên khởi hành mỗi giờ. Trong những năm gần đây, nhiều ga đường sắt trong phạm vi thành phố và ngoại ô đã được xây dựng lại hoặc hiện đại hóa và hiện là một phần của "S-Bahn Graz", một dịch vụ tàu hỏa đi lại kết nối thành phố với khu vực ngoại ô và các thị trấn lân cận.
Sân bay Graz nằm cách trung tâm thành phố khoảng 10 km (6 mi) về phía nam và có thể đến bằng xe buýt, đường sắt và ô tô. Các điểm đến trực tiếp bao gồm Amsterdam, Berlin, Düsseldorf, Frankfurt, Munich, Stuttgart, Istanbul, Viên và Zurich.

## Sức khỏe
Ở Graz có bảy bệnh viện, một số bệnh viện tư nhân, viện điều dưỡng và 44 nhà thuốc.
Bệnh viện Đại học Graz (LKH-Universitäts-Klinikum Graz) nằm ở phía đông Graz và có 1.556 giường bệnh và 7.190 nhân viên. Bệnh viện Khu vực Graz II (LKH Graz II) có hai địa điểm ở Graz. Cơ sở phía tây (LKH Graz II Standort West) nằm ở Eggenberg và có 280 giường bệnh và khoảng 500 nhân viên, địa điểm phía nam (LKH Graz II Standort Süd) chuyên về thần kinh học và tâm thần học và nằm ở Straßgang với 880 giường bệnh và 1.100 nhân viên. Bệnh viện Tai nạn AUVA (Unfallkrankenhaus der AUVA) nằm ở Eggenberg, có 180 giường bệnh và tổng số 444 nhân viên.
Phòng khám Albert Schweitzer ở phía tây của thành phố là một bệnh viện lão khoa với 304 giường, Bệnh viện Thánh John của Chúa (Krankenhaus der Barmherzigen Brüder) có hai địa điểm ở Graz, một ở Lend với 225 giường và một ở Eggenberg với 260 giường. Bệnh viện Dòng Thánh Elizabeth (Krankenhaus der Elisabethinen) ở Gries có 182 giường.
Ngoài ra, còn có một số phòng khám tư nhân: Privatklinik Kastanienhof, Privatklinik Leech, Privatklinik der Kreuzschwestern, Sanatorium St. Leonhard, Sanatorium Hansa và Privatklinik Graz-Ragnitz.
Dịch vụ y tế khẩn cấp ở Áo ở Graz chỉ được cung cấp bởi Hội Chữ thập đỏ Áo. Thường xuyên có hai xe cấp cứu của bác sĩ (NEF - Notarzteinsatzfahrzeug), hai xe NAW (Notarztwagen - xe cấp cứu có nhân viên bác sĩ ngoài nhân viên thông thường) và khoảng 30 xe RTW (Rettungswagen - xe cấp cứu thông thường) ở chế độ chờ. Hơn nữa, một số xe cấp cứu không khẩn cấp (KTW - Krankentransportwagen) và Đơn vị Chăm sóc Đặc biệt Di động (MICU) được điều hành bởi Hội Chữ Thập Đỏ để vận chuyển bệnh nhân không cần cấp cứu đi hoặc chuyển viện. Ngoài Hội Chữ thập đỏ, Liên minh Samaritan của người Lao động (Arbeiter-Samariter-Bund Österreichs), tổ chức Quân đoàn cứu thương Malta Áo (Malteser Hospitaldienst Austria) và Hội Chữ thập xanh (Grünes Kreuz) vận hành xe cứu thương (KTW) để vận chuyển bệnh nhân không khẩn cấp. Ngoài ô tô còn có máy bay trực thăng cứu thương hàng không C12 đóng tại sân bay Graz, được biên chế với một bác sĩ cấp cứu ngoài nhân viên thông thường.

## Quan hệ quốc tế

### Thành phố kết nghĩa
Graz là thành phố kết nghĩa với:
- Montclair, New Jersey, Hoa Kỳ, từ năm 1950[24]
- Coventry, Anh, Vương quốc Anh, từ năm 1957[24][25][26]
- Groningen, Hà Lan, từ năm 1964[24][27]
- Darmstadt, Đức, từ năm 1968[24][28]
- Trondheim, Na Uy, từ năm 1968[24][29]
- Pula, Croatia, từ năm 1972[24][30]
- Trieste, Ý, từ năm 1973[24]
- Timișoara, Romania, từ năm 1982[24]
- Maribor, Slovenia, từ năm 1987[24]
- Pécs, Hungary, từ năm 1989[24]
- Dubrovnik, Croatia, từ năm 1994[24]
- Ljubljana, Slovenia, từ năm 2001[31]
- Saint Petersburg, Nga, từ năm 2001[24][32]

Các hình thức hợp tác và hữu nghị thành phố khác tương tự như các chương trình thành phố song sinh
- Niš, Serbia
- Banja Luka, Bosna và Hercegovina

## Nhân vật nổi tiếng
Sau đây là những nhân vật nổi tiếng trong quá khứ và hiện tại của Graz.
- Anne của Áo, Nữ hoàng Ba Lan và Thụy Điển
- Wolfgang Bauer, nhà văn người Áo
- Karl Böhm, nhạc trưởng người Áo
- Ludwig Boltzmann, nhà vật lý người Áo, Giáo sư Vật lý toán tại Đại học Graz (1869), chủ nhiệm bộ môn Vật lý Thực nghiệm tại Đại học Graz (1876–1890)
- Bernd Brückler, vận động viên khúc côn cầu trên băng chuyên nghiệp
- Constanze của Áo, Nữ hoàng Ba Lan
- Hans Dobida
- Elisabeth Eberl, Vận động viên ném lao tại Olympic
- Franz Ferdinand của Áo, Đại Công tước của Áo-Este và là người thừa kế ngai vàng Áo-Hung
- Olaf Fjord, diễn viên, đạo diễn và nhà sản xuất phim
- Michael Gspurning, thủ môn từng thi đấu cho FC Schalke 04 II, hiện đã giải nghệ
- Gregor Hammerl, Chủ tịch Hội đồng Liên bang Áo
- Nikolaus Harnoncourt, sinh ra ở Berlin và lớn lên ở Graz, nhạc trưởng nổi tiếng với các buổi biểu diễn các tác phẩm cổ điển trên các nhạc cụ cổ
- Victor Franz Hess, nhà vật lý đoạt giải Nobel
- Manfred Hoeberl, vận động viên cử tạ và người biểu diễn thể lực
- Hans Hollmann, đạo diễn và diễn viên sân khấu
- Johannes Kepler, là giáo viên dạy toán tại một trường dòng ở Graz
- Helmut Kollars, nhà văn và họa sĩ minh họa
- Otto Loewi - nhà sinh lý học đoạt giải Nobel
- Helmut Marko, cựu tay đua
- Marisa Mell (1939–1992), nữ diễn viên sinh ra và lớn lên ở Graz
- Franziska Meissner-Diemer, nhà báo và nhà văn
- August Meyszner (1886–1947), sĩ quan SS của Áo bị hành quyết vì tội ác chiến tranh
- August Musger, người phát minh ra kỹ thuật chuyển động chậm trong điện ảnh
- Olga Neuwirth, nhà soạn nhạc đương đại người Áo
- Lili Novy, nhà thơ người Slovenia
- Emanuel Pogatetz, trung vệ của FC Juniors OÖ
- Johann Puch, nhà phát minh, thợ cơ khí và nhà sản xuất xe người Slovenia
- Adam Rainer, người duy nhất được ghi nhận trong lịch sử vừa là một trong những người lùn nhất vừa là một trong những người cao nhất.
- Jochen Rindt, nhà vô địch Công thức 1 người Áo đầu tiên, được bà ngoại nuôi dưỡng ở Graz
- Anton Rintelen, bộ trưởng nội các và là kẻ cầm đầu Quốc xã
- Eduard Roschmann (1908–1977), chỉ huy khu người Do thái SS Riga của Áo Quốc xã
- Hermann Schloffer, bác sĩ phẫu thuật
- Gert Schnider, kiện tướng Abalone
- Markus Schopp, cựu tiền vệ bóng đá, hiện là huấn luyện viên trưởng của TSV Hartberg.
- Erwin Schrödinger, hiệu trưởng một thời gian ngắn của Đại học Graz năm 1936
- Werner Schwab, nhà viết kịch và nghệ sĩ thị giác
- Arnold Schwarzenegger, cựu vô địch thể hình, diễn viên và cựu thống đốc California. Sinh ra và lớn lên tại làng Thal, cách Graz 2 mi (3,2 km).
- Friedrich St. Florian, kiến trúc sư người Mỹ gốc Áo
- Robert Stolz, nhà soạn nhạc và chỉ huy dàn nhạc người Áo
- Thomas Tebbich, vận động viên mười môn phối hợp và vận động viên nhảy sào
- Nikola Tesla, học kỹ thuật điện ở Graz
- Hertha Töpper, giọng nữ trầm, sinh ra ở Graz
- Thomas Vanek, vận động viên khúc côn cầu chuyên nghiệp, sinh ra ở Baden bei Wien, lớn lên ở Graz
- Hans Ulrich von Eggenberg, chính khách và "thủ tướng" thời kỳ đầu của Áo trong Chiến tranh ba mươi năm
- Johann Bernhard Fischer von Erlach, kiến trúc sư thời Baroque
- Ernestine von Kirchsberg, họa sĩ
- Leopold von Sacher-Masoch, nhà văn và nhà báo, học ở Graz; thuật ngữ khổ dâm (masochism) có nguồn gốc từ tên của ông
- Roman von Ungern-Sternberg, nhân vật nổi bật của Bạch vệ Nga và là nhà độc tài của Mông Cổ năm 1921
- Otto Wanz, cựu đô vật chuyên nghiệp từng tổ chức Giải vô địch hạng nặng thế giới AWA
- Walter Wolf, doanh nhân